# Jednorożec (wieś)

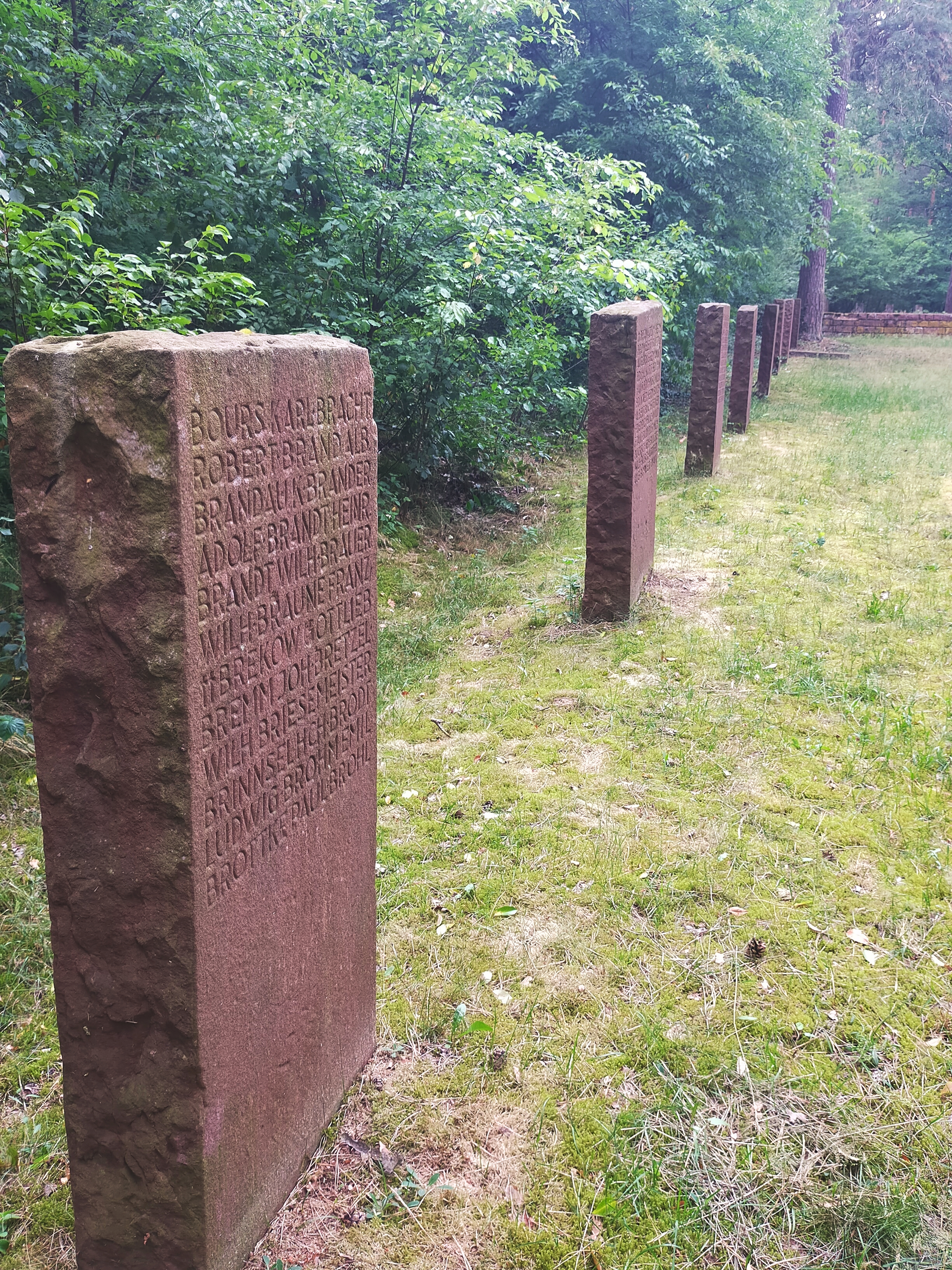
Cmentarz z okresu I wojny światowej

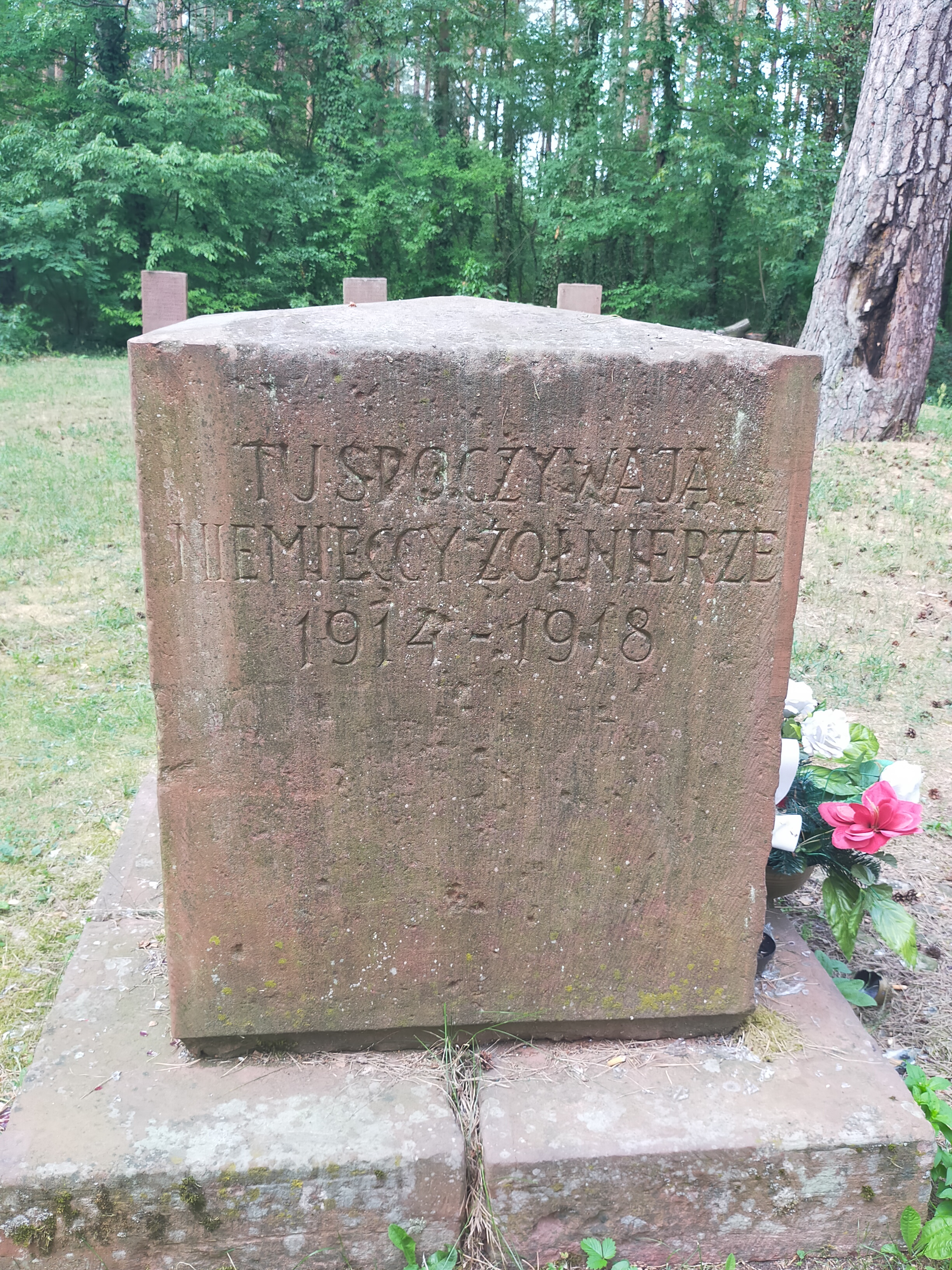
Pomnik na cmentarzu z okresu I wojny światowej

Jednorożec (kurp. Jednoroźec) – wieś w Polsce położona w województwie mazowieckim, w powiecie przasnyskim, w gminie Jednorożec.  Wieś ma status sołectwa. Leży w Puszczy Zielonej, w pobliżu rzeki Orzyc, na skrzyżowaniu dróg z Chorzel, Przasnysza, Myszyńca i z Krasnosielca.

## Historia

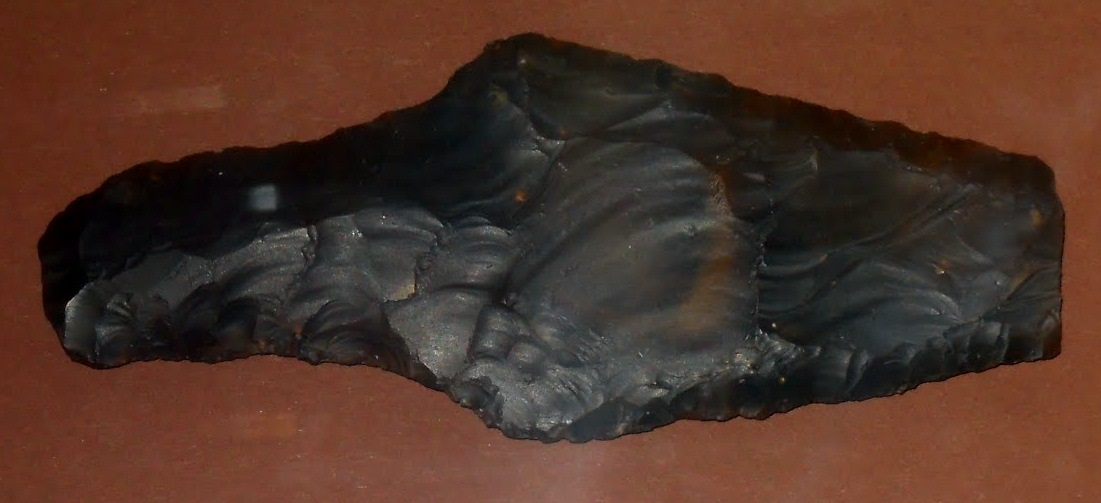
Sztylet kultury mierzanowickiej odnaleziony w Jednorożcu

### Nazwa, legendarne i historyczne początki

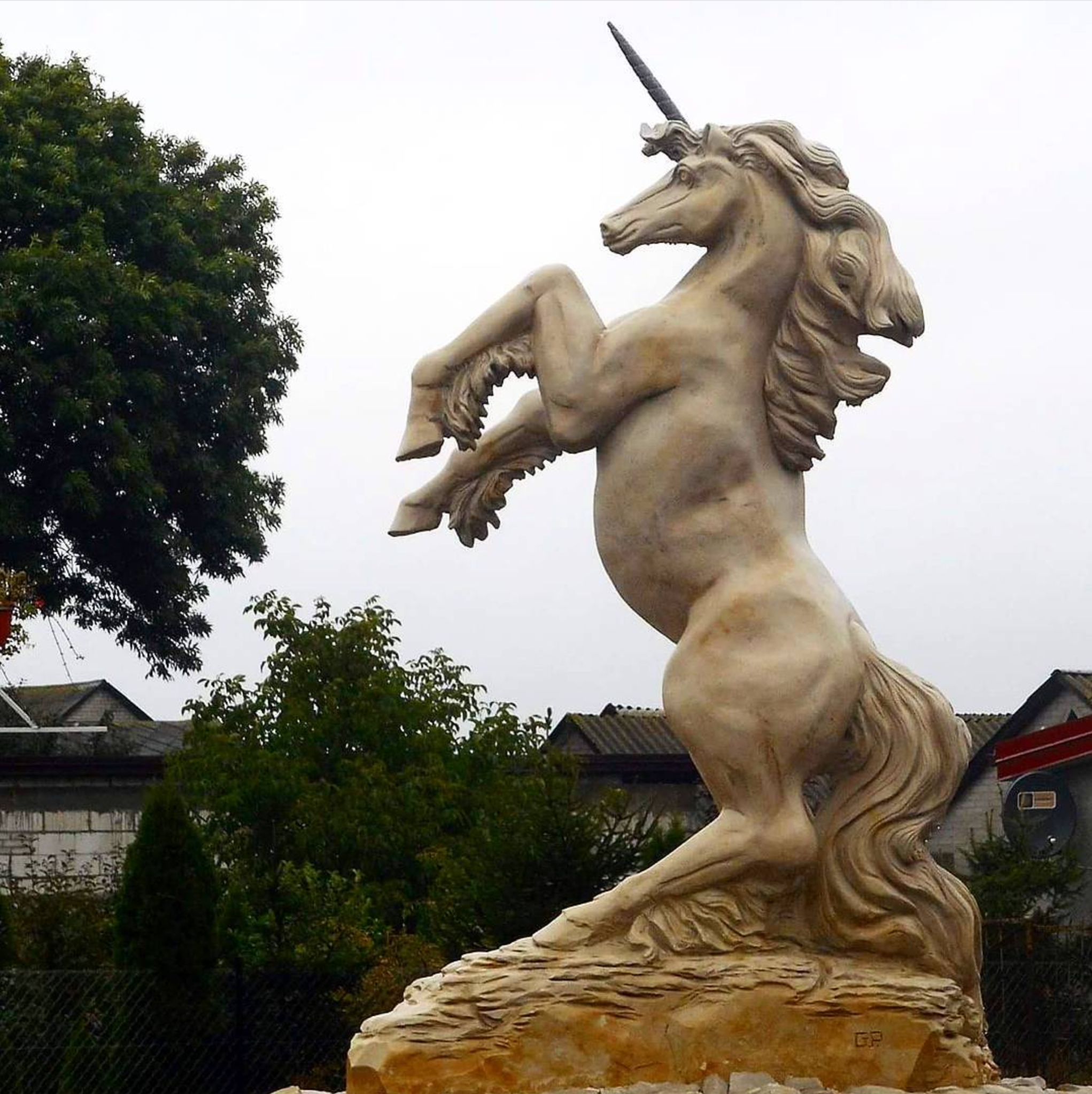
Pomnik jednorożca na rondzie w centrum wsi wykonany w 2016 przez Piotra Grabowskiego

W granicach administracyjnych wsi odnaleziono płoszcze (sztylet) z krzemienia wołyńskiego, ślad osady z XIV–XVI wieku oraz ślad prawdopodobnej smolarni z XV–XVII wieku.
Według legendy książę mazowiecki wybrał się na polowanie do Puszczy Zielonej, ponieważ dowiedział się o dziwnym stworzeniu z jednym rogiem, o którym opowiadali bartnicy i smolarze. Kiedy po kilku dniach wędrówki jego świta zatrzymała się na postój, książę pod osłoną nocy wyszedł z obozu. Na pobliskiej polanie ujrzał jednorożca. Strzelił zwierzęciu w oko. Aby upamiętnić wydarzenie, polecił na polanie postawić chatę myśliwską i nazwać ją Jednorożcem. Później powstała tu leśna osada, która dała początek wsi Jednorożec.
Legendarny jednorożec ma swoje odzwierciedlenie nie tylko w nazwie wsi (jedynej takiej w Polsce), ale też w herbie i fladze gminy Jednorożec (nadanych w 2003), pomnikach jednorożca – kamiennym na rondzie i metalowym przy budynku Gminnej Biblioteki Publicznej, na ustawionych w 2020 witaczach przy wjeździe do gminy od strony Szli, Przysów, Żelaznej Rządowej-Gutochy i Drążdżewa Nowego, w logotypie Stowarzyszenia „Przyjaciele Ziemi Jednorożeckiej”, na gadżetach promocyjnych wydawanych przez Urząd Gminy itp.

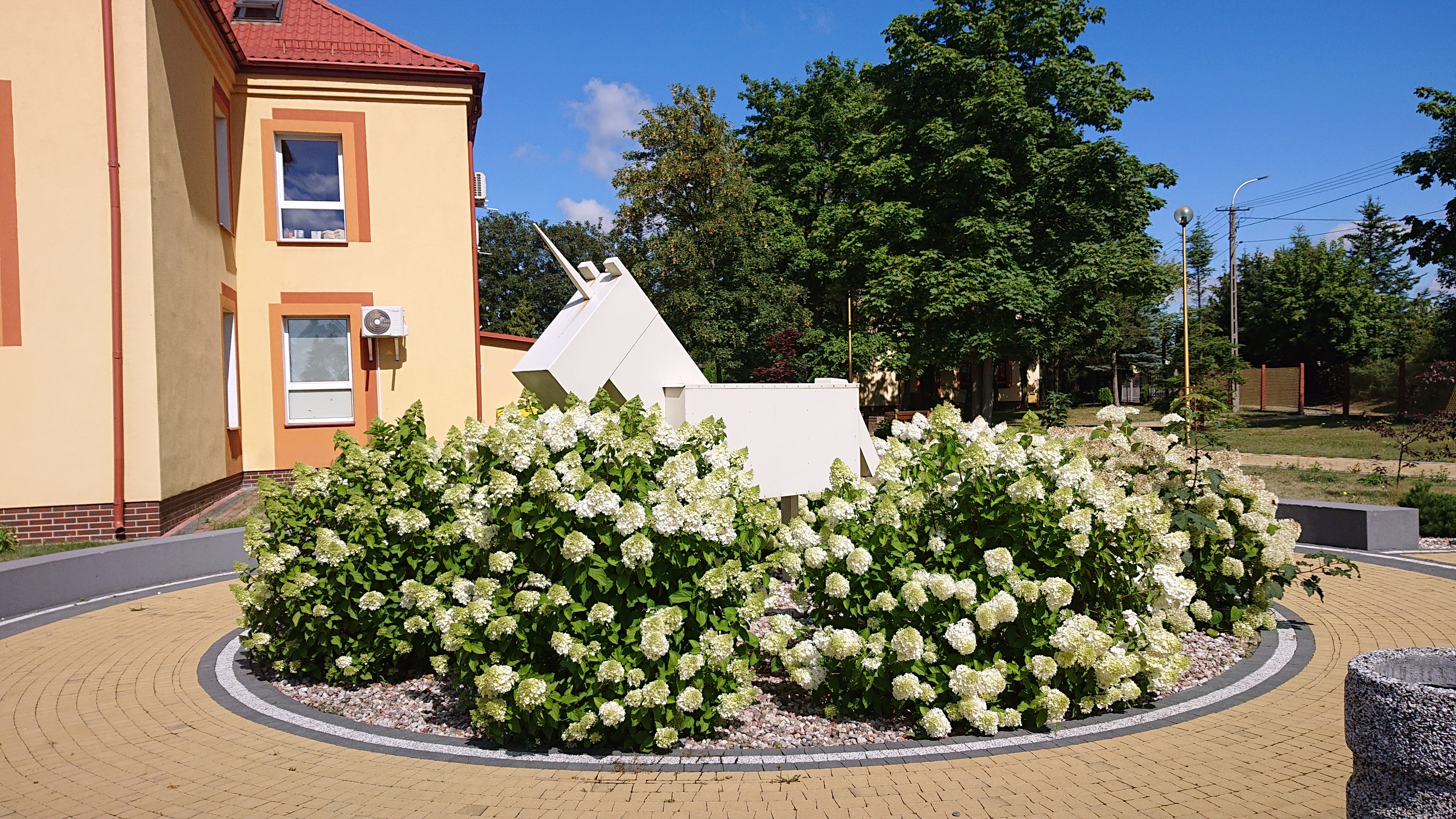
Pomnik jednorożca przy Gminnej Bibliotece Publicznej w Jednorożcu

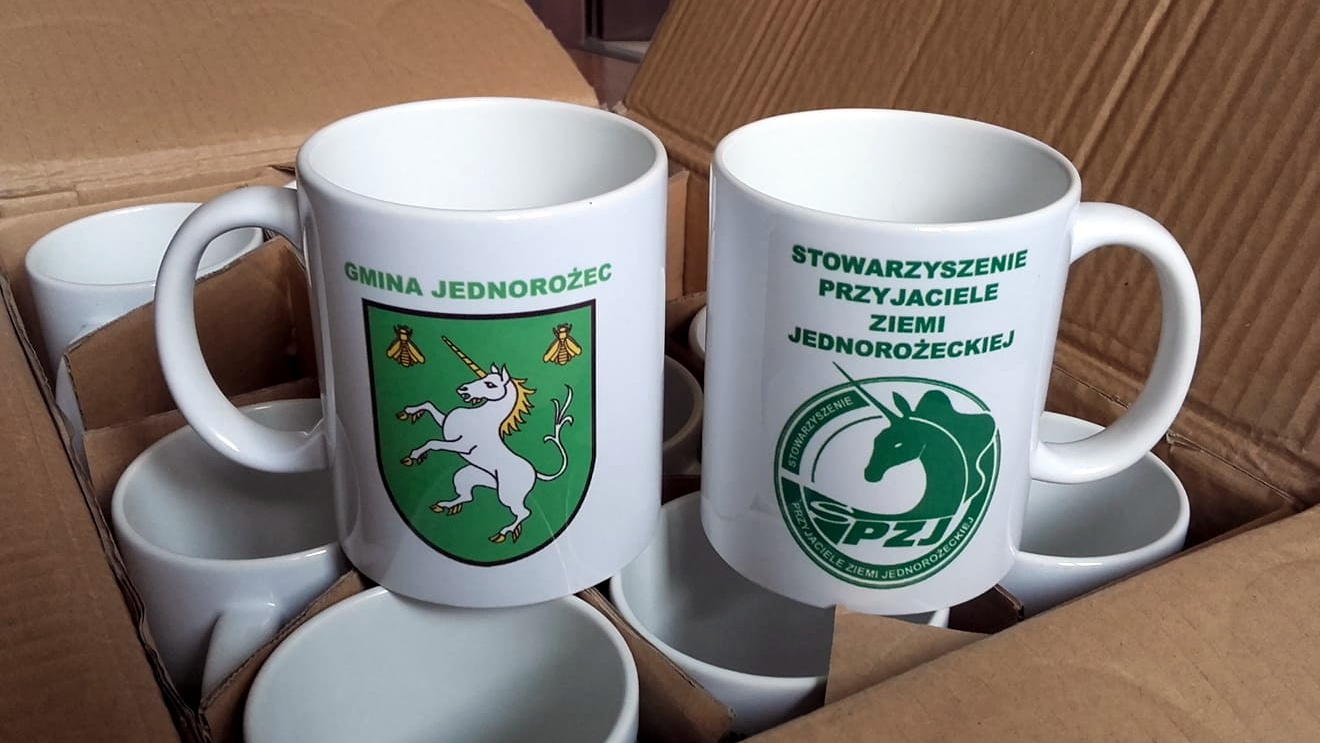
Kubki z herbem gminy Jednorożec i logiem Stowarzyszenia „Przyjaciele Ziemi Jednorożeckiej”

Legenda sytuuje początki wsi za panowania Janusza III, czyli w pierwszych dziesięcioleciach XVI wieku. Niemniej jeszcze przez co najmniej stulecie brak wzmianek o istnieniu miejscowości. W lustracji dóbr królewskich z 1565 opisano obszar między Przasnyszem a Chorzelami, zwany Puszczą Mazuch. W okolicy wskazano cztery uroczyska (Sitwa, Lesnisko, Pięć Gai, Płodownica), w których barcie mieli bartnicy m.in. z Ulatowa, Szli, Grądów, Raków, Drążdżewa, Przasnysza, Lipy, Kobylaku, Dębin, Grabowa, Bartnik i Brzesków-Kołaków. Uważa się, że Jednorożec mógł powstać w miejscu uroczyska Lesnisko. Między 1609 a 1616 okolica została zniszczona przez wichury i pożary, o czym przeczytać można w lustracji z 1617. W 1616 starosta przasnyski Zygmunt Niszczycki nadał bartnikom przywilej, według którego mogli płacić mniejszą dań miodową oraz wykarczować pół włóki gruntu. Przywilej wspomina o łąkach [nadanych] Sopechom. Chodziło zapewne o łąki należące do rodziny Sopechów, bartników o tym nazwisku. Łąki należące do Sopechów mogły być zlokalizowane w okolicach dzisiejszego Jednorożca. Możliwe, że Sopechy to pierwotna nazwa Jednorożca, co potwierdza późniejsze występowanie obu określeń. Pierwsza dotychczas odnaleziona wzmianka o istnieniu wsi Jednorożec to zapis z ksiąg przasnyskich ziemskich wieczystych z 1640, wedle której szlachcic Sebastian Ulatowski, syn zmarłego Stanisława de Ulatowo-Czerniaki, zakończył spór graniczny między swoimi dobrami a wsią Sopęchy alias Jednoroziec. W Metryce Koronnej pod datą 3 lipca 1643 czytamy, że król Władysław IV Waza nadał starostwo przasnyskie Samuelowi Rylskiemu, podkomorzemu koronnemu. Akt nadania wymienia położoną w starostwie miejscowość Jednorożec. W lustracji dóbr królewskich z 1661 pojawia się miejscowość Jednoroziec alias Sopechy. W akcie z 1762, w którym Angela Humięcka scedowała na Kazimierza Krasińskiego i jego żonę Eustachię z Potockich starostwo przasnyskie, wójtostwo przasnyskie i dzierżawę w Dobrzankowie, wymienia się Jednoroźec seu Sopęchy. W lustracji z 1789 występuje tylko nazwa Jednorożec. Heraldyk i genealog Adam Pszczółkowski uważa, że za zmianę nazwy miejscowości z Sopech na Jednorożec odpowiada Jan Baranowski, starosta przasnyski (1616–1643). Nazwa Jednorożec ma pochodzić od herbu rodowego jego matki, Doroty z Fredrów, która pieczętowała się Bończą.
Ludwik Krzywicki uważał, że mieszkańcy Jednorożca byli pionierami osadnictwa w Puszczy Zielonej. Nasiliło się ono dopiero po potopie szwedzkim, a Jednorożec jako wieś puszczańska istniał już kilkadziesiąt lat wcześniej. To oznacza, że wieś jest starsza od Lipnik uważanych dotąd za najstarszą osadę w Puszczy Zielonej.

### Wieki XVII–XVIII
W XVII wieku wojny polsko-szwedzkie, a wraz z nimi przemarsze wojsk przez puszczę, zniszczyły środowisko leśne, co wpływało na zajęcia ludności w osadach puszczańskich. Mieszkańcy Jednorożca nie byli w stanie utrzymywać się tylko z gospodarki leśnej. W 1660 w lustracji dóbr królewskich zapisano: Wieś Iednorozec alias Sopechy. W tej bartnicy mieszkają, pewne grunta mają i z nich płacą czynsz. Mieszkańcy oddawali staroście przasnyskiemu daninę miodową. Miejscowi coraz mniej zajmowali się bartnictwem, przechodząc na rolnictwo, niemniej zatrzymali przywileje bartne, które chroniły ich dotychczasowy status.
Pogłówne ziemi ciechanowskiej z 1676 informuje, że w Jednorożcu mieszkało 76 osób (bez starców, kalek i dzieci poniżej 10 roku życia). W lustracji dóbr królewskich z 1764 zauważano, że choć liczba rodzin w Jednorożcu oraz pobliskich wsiach Olszewce i Parciakach powiększała się, to gromada wiejska (trzy wsie) nadal oddawała staroście bartnemu 40 rączek miodu tak jak dawniej sam Jednorożec. Lustracja z 1789 informuje, że wieś Jednorożec leżała na gruntach piaszczystych. Mieszkańcy gospodarowali na półwłóczkach, ćwierciach i półćwierciach. Wiemy też, że wysokość powinności wzrosła do 40,5 rączki miodu, a jedna rączka miodu równała się 11 garncom. Zysk starostwa przasnyskiego z miodu oddawanego z Jednorożca, Olszewki i Parciak wynosił 1336 złotych polskich 15 groszy, natomiast kunowe 22 złote polskie. Łącznie z Jednorożca oddawano 1358 złotych polskich i 15 groszy. Jedno gospodarstwo w Jednorożcu miało obowiązek odrobić nieco ponad 3 dni pańszczyzny rocznie. Łącznie mieszkańcy 81 gospodarstw w ciągu roku mieli odpracować 249 dni pieszych i 61 w formie podwód. Obowiązek mógł wykonać każdy zdolny do pracy. Jedno gospodarstwo zobowiązane było do 3/4 podwody (1 podwoda to ok. 6 dni). Zysk starosty z prowentu rocznego z Jednorożca wynosił 490 złotych polskich i 15 groszy, a z zagonowego 690 złotych polskich. Arenda karczemna wynosiła 800 złotych polskich. Zapisano też, że za pozwolenie na łowienie ryb w Orzycu oraz w jeziorku przy Jednorożcu corocznie starostwo otrzymywało od mieszkańców 300 złotych polskich. Łącznie dochody z Jednorożca wnosiły 2280 złotych polskich i 15 groszy. W lustracji zapisano, że mieszkańcy nie płacili za siano przekazywane do dworu starosty. Po konflikcie między mieszkańcami Jednorożca a Lipy, wsi królewskiej, przywrócono jednorożakom możliwość wypasania bydła na łace zwanej Promień. Z łąki Okół korzystali karczmarze. Prace pańszczyźniane wykonywano nierzadko w prywatnych majątkach starosty przasnyskiego (w przypadku Jednorożca zapewne w należącej do Krasińskich Stegnie). Na tle powinności na rzecz starosty wybuchały konflikty. W 1699 August II Mocny wydał list żelazny, który stanowił gwarancję opieki nad mieszkańcami Jednorożca i Olszewki wobec dążenia Jana Dobrogosta Krasińskiego do obciążenia ludności puszczańskiej pracami i daninami.
Wedle zachowanej księgi bartnej zachodniej Kurpiowszczyzny (1710–1760) sądy roczne dla bartników z Puszczy Mazuch i Puszczy Płodownickiej odbywały się w Jednorożcu, a nie, jak wynikało z nadanego w XVI wieku przez Krzysztofa Niszczyckiego prawa bartnego, w Przasnyszu. W księdze bartnej zanotowano nazwiska wójtów w Jednorożcu. Funkcję nierzadko przekazywano w obrębie rodziny. Wiemy, że wójtami byli (w nawiasie okres, w którym urzędowała dana osoba): Łukasz Krawczyk (1717), Mikołaj Kuta (1744–1748), Andrzej Pogorzelski (1760), Franciszek Pogorzelski (1728), Stanisław Pogorzelski, Stanisław Sobieraj (1750–1752), Franciszek Sopech (1754–1756), Jakub Sopech (1762), Paweł Szczepanik (1757–1758), Jan Łojewski (1752), Szymon Pogorzelski (1728–1741), Jan Pruszyk [Prusik] (1755), Andrzej Pruszyk (1713), Józef Berk (1728), Mikołaj Berk (1733–1757).
Bartnikom król nadawał przywileje, których kopie otrzymywali. W 1766 potwierdzenie przywilejów dla Jednorożca, Parciak i Olszewki oblatowano w aktach ziemskich przasnyskich. Delegatami, którzy zanieśli przywileje do oblatowania, byli bartnicy Jan Prusik z Olszewki, Adam Berk z Parciak i Maciej Bakuła z Jednorożca. Oblatowano przywilej starosty przasnyskiego Zygmunta Niszczyckiego z 1616 oraz przywileje królewskie, które nadali Michał Korybut Wiśniowiecki w 1671, August II Mocny w 1700, August III w 1748 i Stanisław August Poniatowski w 1766.
W XVIII wieku nastąpił kryzys wywołany wojnami, zwiększeniem wymiaru pańszczyzny, okresem nieurodzajów i przeludnieniem. W czasie konfederacji barskiej w powiecie przasnyskim, m.in. w okolicach Jednorożca, działał Józef Sawa Caliński, którego oddział miał bazę w lasach nad Orzycem. W 1790, 1791, 1792 i 1794 społeczność wsi ze starostwa przasnyskiego, w tym Jednorożca, wniosła skargę przeciwko staroście przasnyskiemu Kazimierzowi Krasińskiemu. Próbował zwiększyć Kurpiom wymiar pańszczyzny, nie zważając na przywileje królewskie. Starosta wymierzał kary cielesne oraz odbierał rodzicom dzieci i wysyłał je do pracy w folwarkach, płacąc zbyt mało. Realizacji apelacji mieszkańców starostwa przeszkodziło upolitycznienie komisji gruntowej złożonej z popleczników starosty oraz upadek Rzeczypospolitej.
Wieś leżała w starostwie przasnyskim, więc należała do parafii w Przasnyszu. Z początkiem 1694 nastąpiło przeniesienie Jednorożca do parafii w Chorzelach w dekanacie janowskim. W 1764 w Jednorożcu notowano 75 domów. Według akt wizytacji parafialnej z 1781 w Jednorożcu stały 84 domy, a wieś była drugą co do wielkości miejscowością parafii (po Chorzelach). Istniała też szkoła parafialna. W 1778 we wsi notowano 8 Żydów. Od 1780 należeli do kahału w Krasnosielcu (wcześniej w Makowie Mazowieckim). Wedle zapisów z pogłównego z 1781 karczmarzem w Jednorożcu był Icek Berkowicz. Na przełomie 1799 i 1800 we wsi notowano 105 domów.

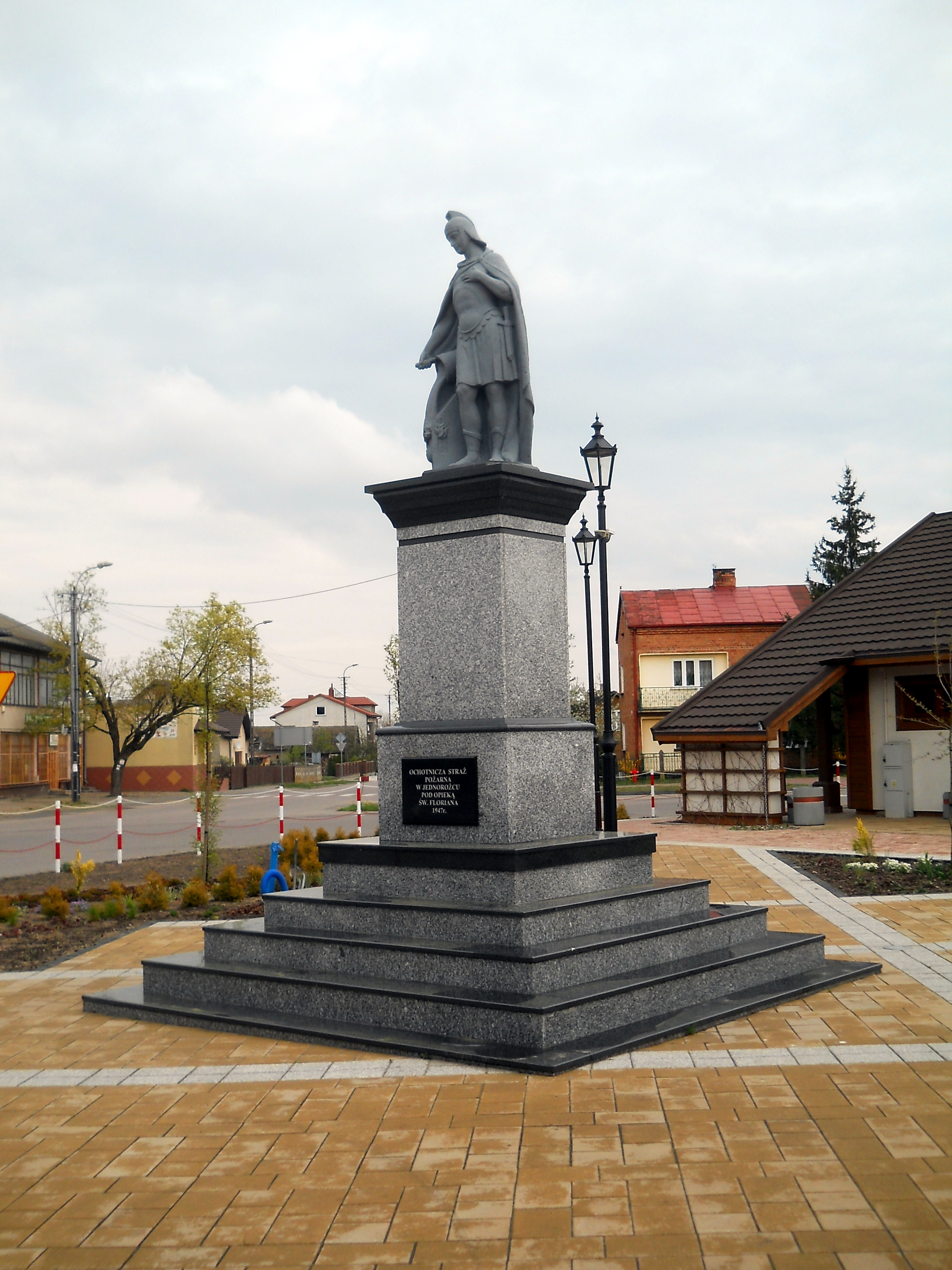
Figura św. Floriana na placu jego imienia

### Wiek XIX
Po III rozbiorze Prusacy rozpoczęli likwidację barci, wprowadzili czynsze i opłaty za korzystanie z lasów. Zniesiono sądy bartne i wprowadzono prawodawstwo na wzór pruski. Na przełomie XVIII i XIX wieku bartnicy z Jednorożca i Olszewki procesowali się z państwem pruskim o to, że urzędnicy nie szanowali starych praw bartnych i niszczyli barcie. Na mieszkańców nałożono pańszczyznę i obowiązek dostarczenia furażu. Dokumentacja procesowa pozwala też na stwierdzenie, że w 1802 sołtysem w Jednorożcu był Mateusz Sopęch. Około 1800 Prusacy zlikwidowali starostwo przasnyskie, tworząc Ekonomię Przasnysz. W jej skład wchodziła wieś Jednorożec jako dawna królewszczyzna i była jej najludniejszą wsią. W 1815 notowano tu 104 domy. Mieszkało w nich 612 osób (288 mężczyzn i 324 kobiety). W 1827 we wsi było 111 domów, mieszkało zaś 693 osób.
Z akt wizytacji parafii Chorzele z 1817 i 1819 wiemy, że w Jednorożcu działała szkoła parafialna. Uczyły się tu dzieci z Jednorożca, Ulatowa-Pogorzeli, Ulatowa-Słabogóry, Małowidza, Połoni, Kobylaków-Wólki oraz Ulatowa-Czerniaków. Dzieci chodziły na zajęcia tylko przez część roku, większość czasu spędzały na pracy w gospodarstwach. Po 1820 z tego powodu oraz trudności w zbieraniu składek na prowadzenie szkoły i pensję nauczyciela szkoła została zamknięta.

Po powstaniu listopadowym w domach w Jednorożcu rozmieszczono żołnierzy z 22 Niżegrodzkiego Pułku Piechoty. Było to około 200 ludzi. Do 1840 zakazano utrzymywania barci w lasach. Lasami zarządzało państwo. Zakazano karczunków, myślistwa, zbieractwa, wypasu zwierząt w lesie, co powodowało ubożenie ludności. W latach 1848–1855 grunty wsi Jednorożec oddzielono od gruntów rządowych, by zniwelować trudności, jakie rodziła szachownica gruntów chłopskich z rządowymi. Obszar wsi oddzielono od lasów rządowych. W latach 1861–1873 małorolni chłopi z Jednorożca dzierżawili ziemię od nadleśnictwa w Przasnyszu. Nie powiodły się próby zapłaty za kupno ziemi, kiedy zagrożono im usunięciem z dzierżawy. W końcu XIX wieku, mimo częściowej realizacji reformy rolnej, dochodziło do konfliktów i nadużyć przy wyznaczaniu granic między wsiami, pastwiskami a lasami rządowymi.

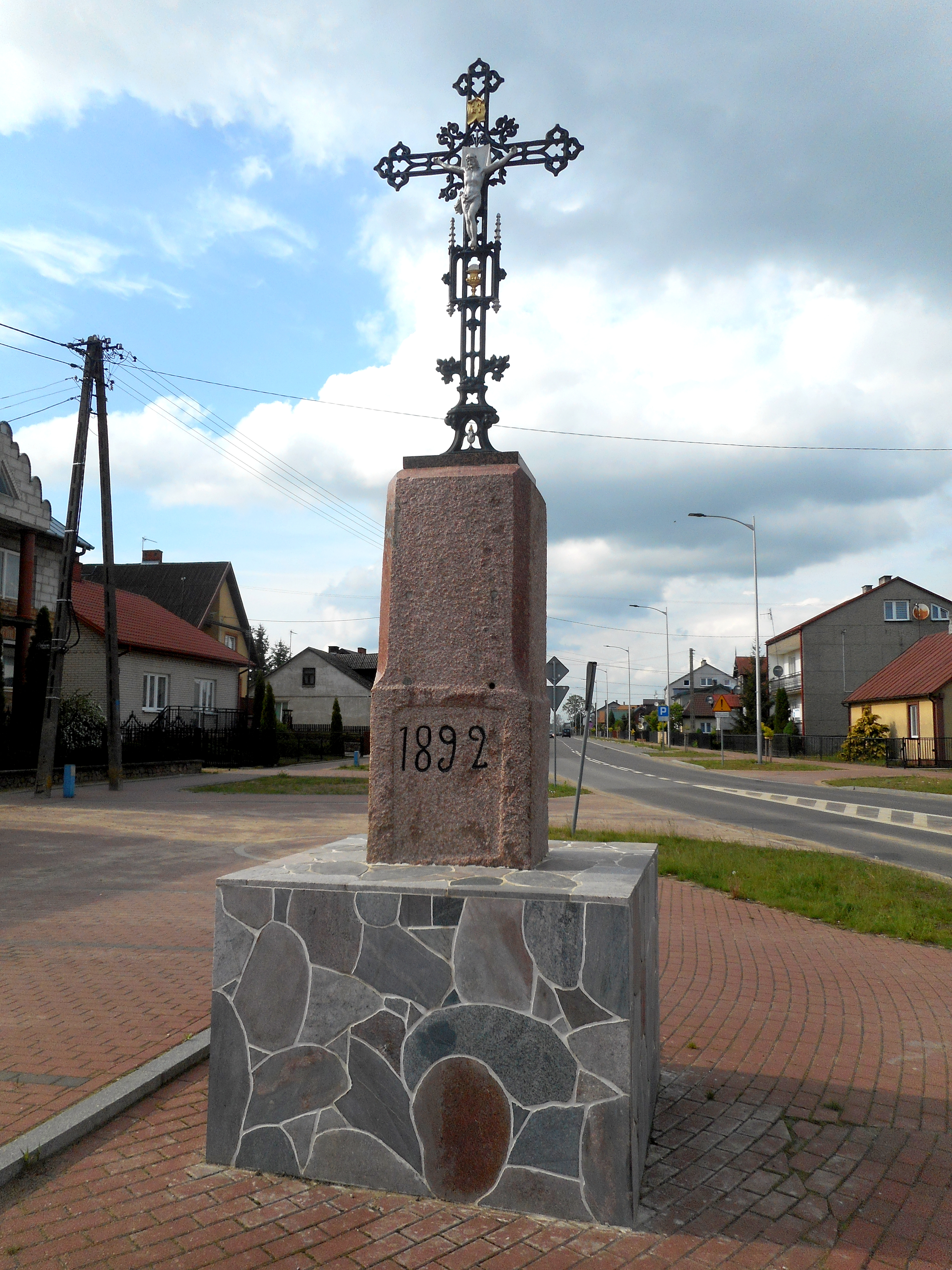
Krzyż w centrum wsi (1892)

W czasie powstania styczniowego w okolicy Jednorożca chronili się insurgenci. Na wyspie w widłach rzeki Orzyc niedaleko Jednorożca miała się ukrywać grupa księży uczestniczących w powstaniu. Wzgórze do dziś nazywa się Księżą Górką. W czerwcu 1863 odbyła się bitwa na Polskiej Kępie, w listopadzie 1863 pod Żelazną Rządową. Po powstaniu mieszkańcy Jednorożca byli zmuszeni do przygotowania wiernopoddańczych adresów.
W 1867 Jednorożec stał się siedzibą gminy oraz sądu gminnego okręgu IV (gminy Jednorożec, Baranowo i Zaręby). W latach 1896–1907 sędzią pokoju w Jednorożcu był Dominik Staszewski. W 1908 siedzibę sądu przeniesiono z Jednorożca do Baranowa.
W 1884 w Jednorożcu założono jednoklasową koedukacyjną rządową szkołę. Według danych z 1890 do szkoły uczęszczało 121 osób (75 chłopców i 46 dziewczynek) z całej gminy Jednorożec. Językiem wykładowym był rosyjski. W 1892 w szkole uczyło się 52 osób.
W części wsi sąsiadującej z Ulatowem-Pogorzelą mieszkała grupa Żydów. Od nich pochodzi nazwa tej okolicy do dziś używana przez miejscowych – Żydowo. W 1889 w Jednorożcu mieszkało 11 Żydów (mężczyzn i kobiet). Do Żydów należała karczma. We wsi mieszkała również kilkuosobowa grupa ewangelików, głównie Mazurów. W marcu 1863 wojska rosyjskie dowiedziały się o ukrywającym się w Drążdżewie Zygmuncie Padlewskim od niemieckiego kolonisty mieszkającego w Jednorożcu. We wsi byli też prawosławni – w 1912 było ich 5, byli to urzędnicy gminni i sądowi.

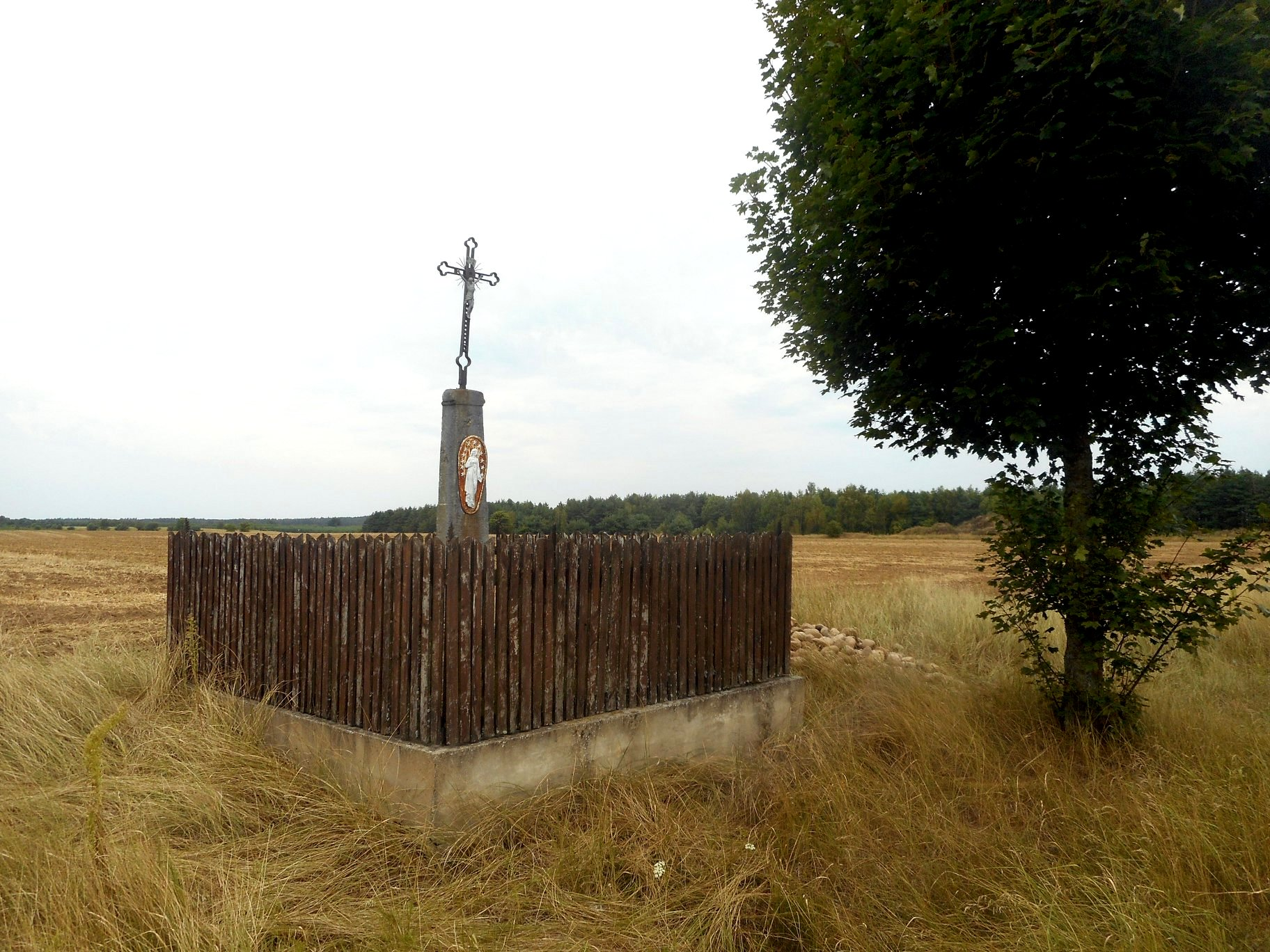
Krzyż przy drodze do Szli (1899)

W Słowniku geograficznym Królestwa Polskiego i innych krajów słowiańskich wydanym w 1882 czytamy, że wieś liczyła 117 domów, 907 mieszkańców, 3898 mórg gruntu dobrego, 1294 nieużytków. W 1889 w Jednorożcu istniało 118 gospodarstw rolnych. We wsi żyło 45 rodzin bez ziemi (głównie Żydzi). Warunki gospodarcze były trudne: piaszczyste pola, rozdrobnienie ziemi zalewanej w dolinie Orzyca przez rozlewisko rzeki mające nawet na 3 km szerokości, rabunek ryb i raków z Orzyca, prymitywne narzędzia używane w pracach rolniczych, ograniczona liczba uprawianych gatunków (ziemniaki, kapusta, owies, len, gryka, groch, żyto), brak sadownictwa i ogrodnictwa, hodowla bydła i owiec, dla których czasem brakowało paszy. Do tego dochodziła niechęć mieszkańców do przyjmowania nowinek, klęski spowodowane przez warunki atmosferyczne oraz głód w 1881. Warunki sprzyjały emigracji sezonowej do Prus Wschodnich oraz do pracy w majątkach ziemiańskich w Przasnyskiem i Ciechanowskiem. Corocznie do Stanów Zjednoczonych, Argentyny lub Brazylii, emigrowało do kilkudziesięciu osób.

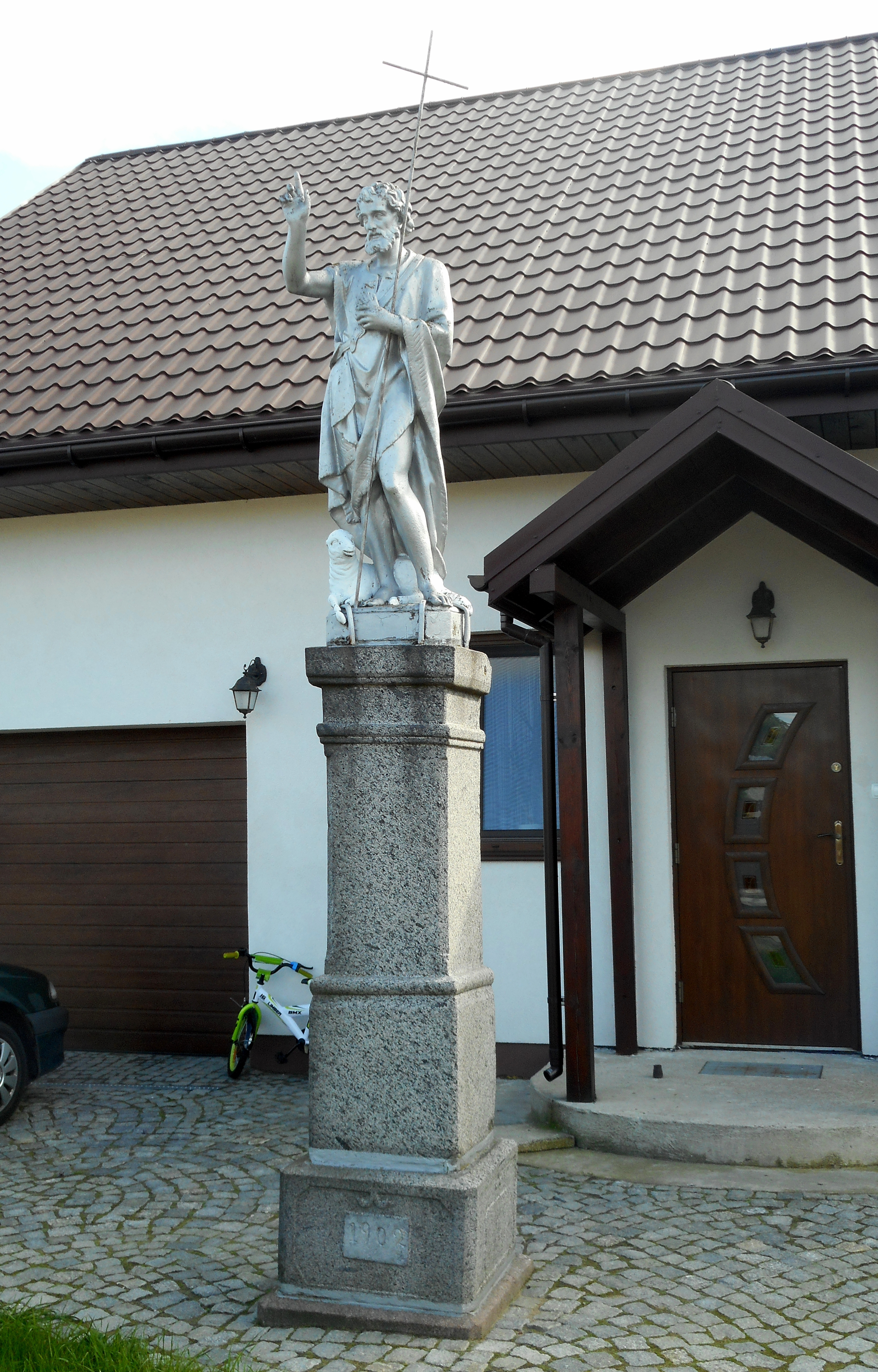
Figura św. Jana Chrzciciela przy ul. Mazowieckiej (1902)

W Jednorożcu zorganizowano rejon lekarski. Mieściła się tu lecznica, w niektórych źródłach określana jako szpital. Pracował tu lekarz i akuszerka. We wsi była apteka, jedna z 30 na terenie guberni płockiej. Na wysoki wskaźnik śmiertelności wpływały: brak specjalistycznej pomocy, późne zgłaszanie chorób wirusowych i bakteryjnych, nieprzestrzeganie zasad higieny, epidemie, bieda, niedożywienie, od dzieciństwa trudne warunki pracy.
Od 1862 w Jednorożcu istniała drewniana kaplica (od 1889 kościół filialny parafii w Chorzelach). Była też kasa zaliczkowo-składkowa (z funduszu rządowego), posterunek straży granicznej, urząd leśny, wiatrak, karczma i tartak prowadzony przez Maurycego Rycherta. W Jednorożcu mieszkało i pracowało wielu rzemieślników: kowale, stolarze, szewcy, piekarze.
Wieś nawiedzały pożary, które trawiły drewniane zabudowania. Przed I wojną światową starano się o stworzenie w Jednorożcu straży ogniowej, ale bezskutecznie.
W 1905 w Jednorożcu chłopi wzięli udział w wystąpieniach antycarskich, które były częścią rewolucji 1905. Postulowano wprowadzenie języka polskiego do szkół, urzędów i sądów oraz zniesienie stanu wyjątkowego. Odmówiono płacenia podatków, prowadzono wyrąb lasów rządowych. Władze ukarały grzywną najbardziej aktywnych demonstrantów, zdarzały się pobicia i aresztowania. Skutkiem wystąpień rewolucyjnych był manifest carski liberalizujący życia społeczno-polityczne. W Jednorożcu powstało kółko rolnicze, Stowarzyszenia Spożywców „Jedność” (spółdzielnia prowadząca sklepy z artykułami spożywczymi i podstawowego użytku), koło Polskiej Macierzy Szkolnej (jej działacze otworzyli bibliotekę, ochronkę i szkołę). Założono orkiestrę dętą. Kiedy w 1906 ogłoszono wybory do Dumy Państwowej, wśród wybranych z powiatu przasnyskiego elektorów byli mieszkańcy Jednorożca.

### I wojna światowa
Podczas I wojny światowej w pobliżu wsi stał front wschodni. Jednorożec, w którym nastąpiło przerwanie frontu wschodniego w II bitwie przasnyskiej, został doszczętnie zniszczony. W lesie koło Jednorożca znajduje się cmentarz wojenny, na którym pochowano 1192 znanych i 273 nieznanych z nazwiska żołnierzy armii niemieckiej oraz 2119 żołnierzy armii rosyjskiej. W 1937 cmentarz został przebudowany przez Niemiecki Związek Opieki nad Grobami Wojennymi, stając się nekropolią komasacyjną, na którą przywieziono szczątki poległych pochowane w mniejszych cmentarzach w okolicy Jednorożca oraz w innych wsiach (Nakieł, Przejmy).
W latach 2013–2015 w Jednorożcu odbywała się rekonstrukcja wydarzeń z lata 1915. Był to element dwudniowych obchodów rocznicy II bitwy przasnyskiej. Początkowo rekonstrukcję prezentowano w pobliżu cmentarza wojennego, po roku przeniesiono ją na tzw. Księdzowe Pole, teren za zabudowaniami wsi od strony wjazdu z Przasnysza. Inscenizacja corocznie gromadziła około 100 rekonstruktorów, którzy wcielali się w role żołnierzy armii niemieckiej, rosyjskiej i austriackiej oraz ludność cywilną. Rekonstrukcje cieszyły się dużym zainteresowaniem publiczności.
W 1915 część mieszkańców Jednorożca udała się w bieżeństwo (niektóre rodziny wróciły dopiero po 1920), część przeniosła się czasowo do sąsiednich wsi poza linią frontu, a nieliczni pozostali we wsi. Z inicjatywy ks. Józefa Piekuta w Przasnyszu powstał Powiatowy Komitet Obywatelski. Organizowaniem zapomóg żywnościowych i pieniężnych w Jednorożcu zajął się ks. Józef Ciesielski. W 1916 przystąpiono do odbudowy wsi. W 1917 pobudowano nowy kościół pw. Narodzenia NMP i zabudowania plebańskie. W 1915 w pobliżu wsi Niemcy zbudowali kolejkę wąskotorową.
W 1916 powołano Powiatową Radę Opiekuńczą w Przasnyszu z oddziałem w postaci Miejscowej Rady Opiekuńczej parafii w Jednorożcu. Parafię erygowano w tym samym roku. Rada Opiekuńcza organizowała pomoc materialną i finansową dla mieszkańców zniszczonych wsi. Reaktywowano Polską Macierz Szkolną, która współpracowała z radą. W roku szkolnym 1917/1918 w Jednorożcu w organistówce i wynajętych od gospodarzy izbach funkcjonowała szkoła powszechna.
Między 1917 a 1921 sąd pokoju dla Jednorożca znajdował się w Ulatowie-Pogorzeli.
W 1916 w Jednorożcu powstała placówka Polskiej Organizacji Wojskowej, do której należało kilku mężczyzn. W listopadzie 1918 przeprowadzili rozbrojenie Niemców.

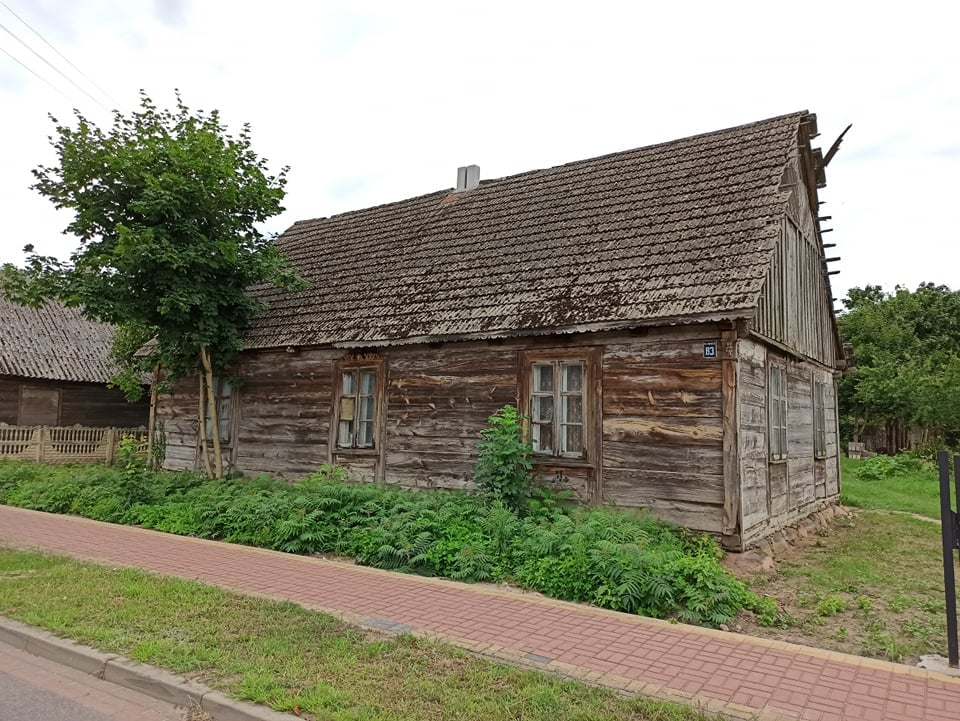
Dom przy ul. Długiej pobudowany w 1916 (stan w 2021)

### Międzywojnie

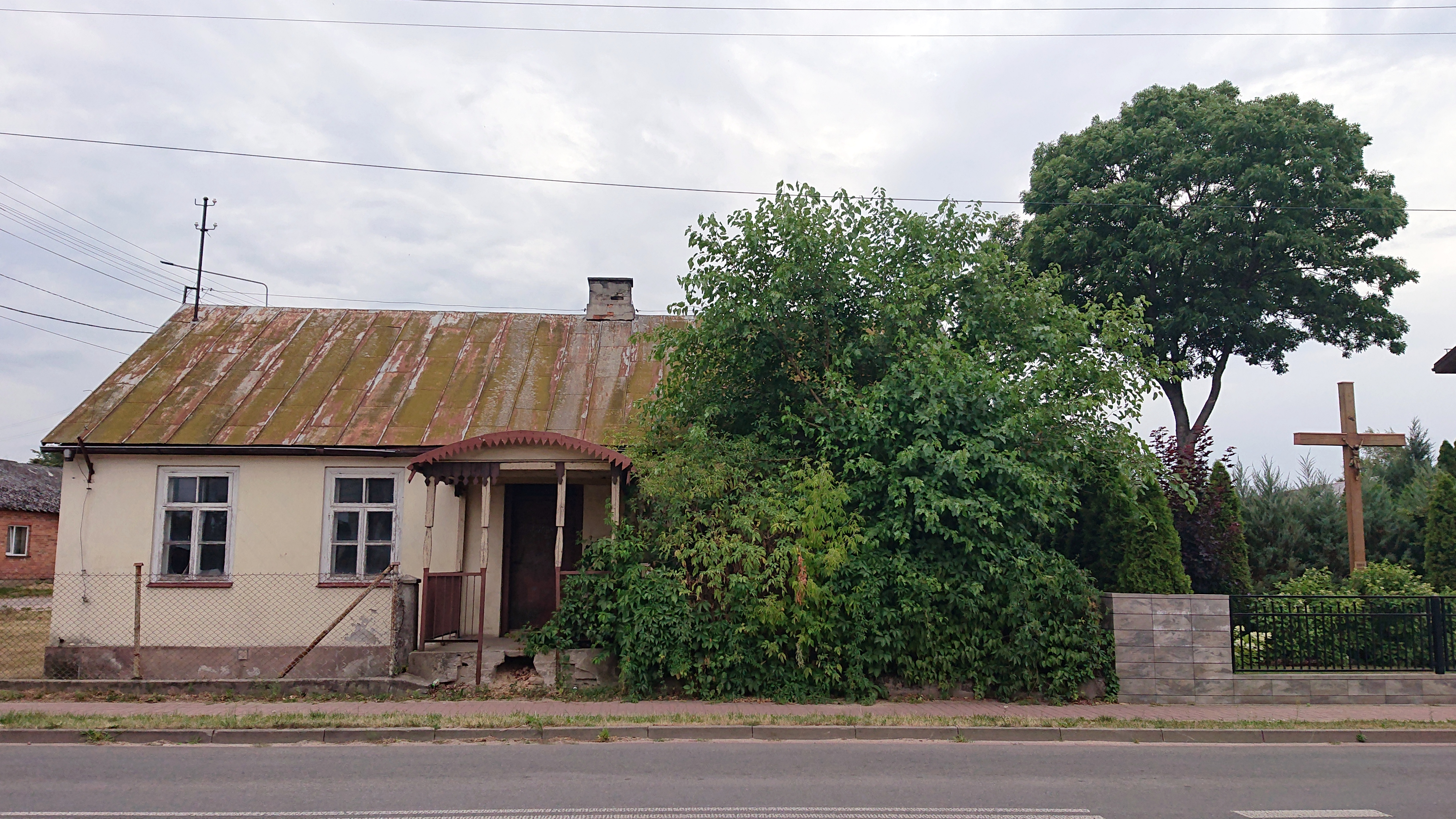
Budynek Urzędu Gminy w Jednorożcu powstawiony w 1929, obok krzyż z 2017 na miejscu fundacji z 1864

Wojna polsko-bolszewicka nie spowodowała w Jednorożcu większych zniszczeń, choć pod pobliskimi Chorzelami w sierpniu 1920 stoczono bitwę.
Według spisu powszechnego z 1921 w Jednorożcu istniało 160 budynków (151 mieszkalnych i 9 o innym przeznaczeniu). We wsi żyło 869 osób: 432 mężczyzn i 437 kobiet. Wszyscy zadeklarowali się jako rzymscy katolicy i podali narodowość polską. W spisanym osobno Ulatowie-Pogorzeli-Żydowie (dziś to część Jednorożca najbardziej wysunięta na północ, sąsiadująca z Ulatowem-Pogorzelą) notowano 15 budynków mieszkalnych i 1 o innym przeznaczeniu. Żyło tu 69 osób (39 mężczyzn i 30 kobiet), z których 20 zadeklarowało wyznanie mojżeszowe. Wszyscy określili narodowość jako polską.
Od 1921 Jednorożec podlegał sądowi pokoju w Przasnyszu. W 1929 postawiono murowany budynek urzędu gminy oraz dzwonnicę parafialną. We wsi istniał posterunek policji.

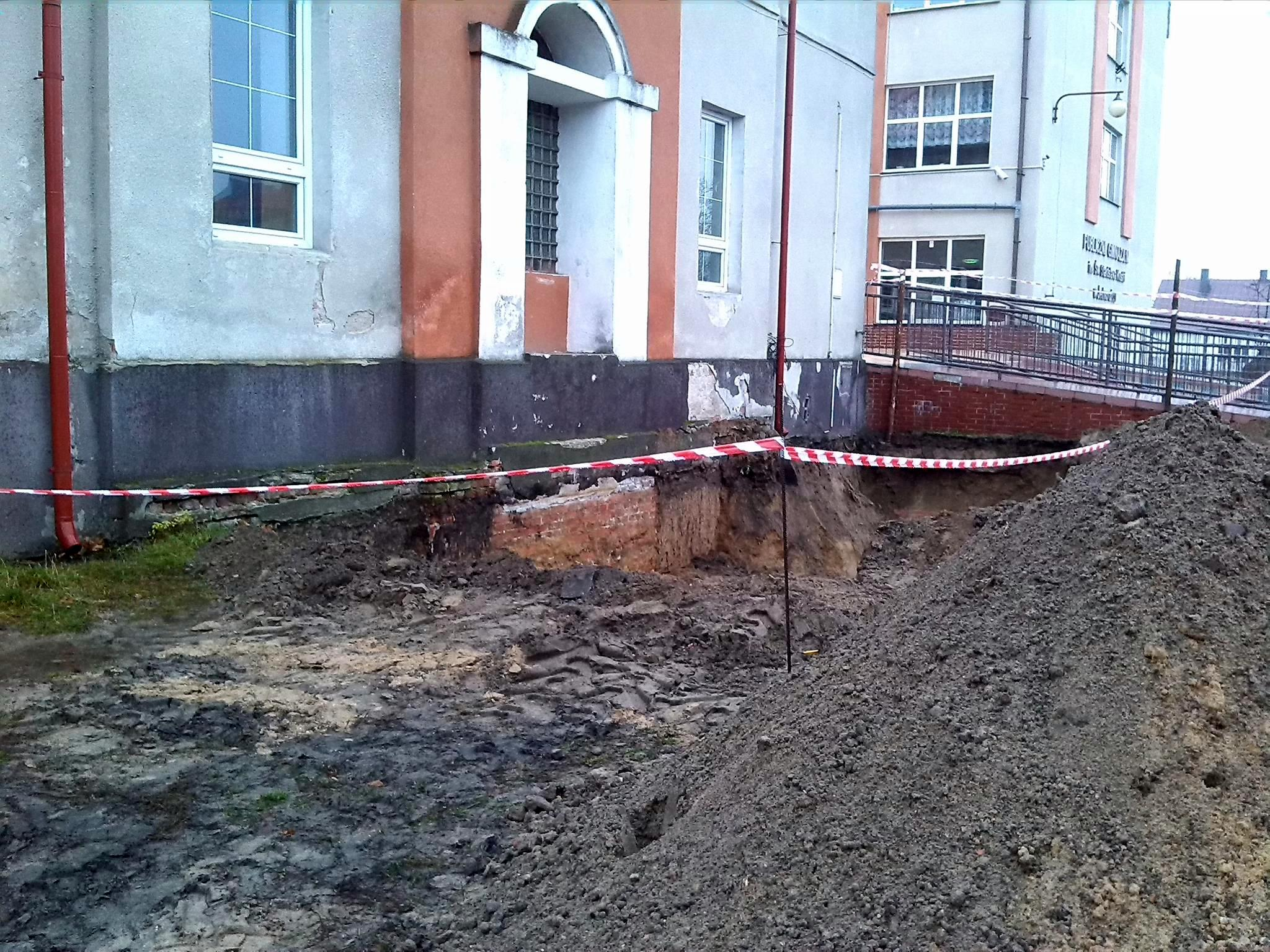
Przedwojenne fundamenty szkoły w Jednorożcu odsłonięte podczas jej remontu w 2013

W latach 20. XX wieku przeprowadzono komasację gruntów, w kolejnej dekadzie regulację rzeki Orzyc. W dolinie rzeki wydobywano torf. Upowszechniały się płodozmian i nowoczesne narzędzia. Działało kółko rolnicze i Spółdzielnia Mleczarska „Orzyc”. Hodowano konie, bydło, świnie, owce. Uprawiano len i konopie. We wsi mieszkało i pracowało wielu rzemieślników (kołodzieje, kowale, rymarze, murarze, stolarze i cieśle, krawcy i krawcowe, szewcy, rzeźnicy, piekarze). Była kaszarnia, masarnia, wędzarnia, sklepy spożywcze i z różnymi towarami, tartak, karczma, wiatrak. Działała agencja pocztowa. Pracowali położna i felczer.

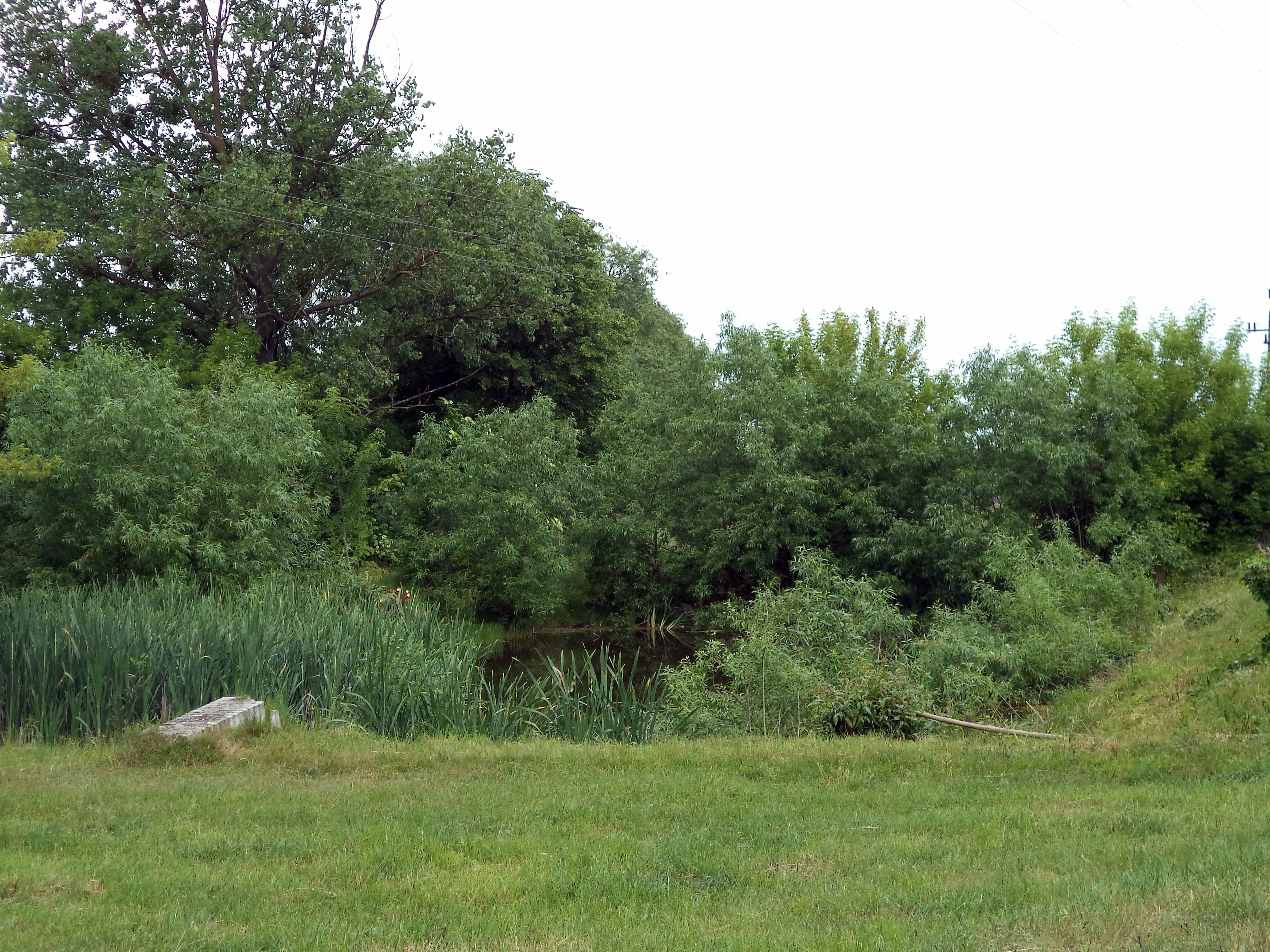
„Kanałek strażacki” przy ul. Warszawskiej

W roku szkolnym 1922/1923 w Jednorożcu działała dwuklasowa szkoła. Zajęcia prowadzono w wynajętych od gospodarzy dużych izbach. W roku szkolnym 1925/1926 wynajmowano dwie izby o powierzchni 66 m². Dwoje nauczycieli kształciło 121 dzieci. W roku szkolnym 1930/1931 szkołę przemianowano na pięcioklasową. Pracowało tu siedmioro nauczycieli, a uczyło się tu 283 osób. Szkoła obejmowała 5 sal wynajętych w domach gospodarzy o łącznej powierzchni 153 m². Świętując dziesięciolecie niepodległości, 1 listopada 1928 wmurowano kamień węgielny pod budowę szkoły w Jednorożcu. Inwestycję realizowano społecznie pod okiem majstra Antoniego Wilgi ze Stegny. W 1931 szkole nadano imię Adama Mickiewicza. W 1935, gdy skończono budowę parteru, zajęcia najmłodszej klasy przeniesiono do nowego budynku. Inwestycja była możliwa dzięki pożyczce z funduszy państwowych w ramach Towarzystwa Popierania Budowy Publicznych Szkół Podstawowych. W roku szkolnym 1936/1337 w szkole uczyły się już wszystkie roczniki (przed 1935 status szkoły podniesiono do siedmioklasówki). W placówce pracowały głównie osoby spoza regionu, ponieważ na Kurpiach brakowało wykształconej kadry pedagogicznej. Nauczyciele i nauczycielki z Jednorożca animowali życie społeczno-kulturalne. Nauczyciele prowadzili amatorski teatr. Z inicjatywy nauczycielek po 1931 powstało Koło Gospodyń Wiejskich, które zorganizowało przedszkole, a w 1936 założono oddział Związku Pracy Obywatelskiej Kobiet. W szkole działały: Związek Harcerstwa Polskiego, Polski Czerwony Krzyż, Szkolna Kasa Oszczędności, Spółdzielnia Uczniowska, koło sportowe i chór szkolny. W jednorożeckiej podstawówce siedzibę miał oddział Związku Nauczycielstwa Polskiego, a okresowo koło Stowarzyszenia Chrześcijańsko-Narodowego Nauczycieli Szkół Powszechnych.
W Jednorożcu istniał Związek Strzelców Konnych, oddział Przysposobienia Wojskowego i Wychowania Fizycznego oraz Związek Strzelecki. Przy parafii działały: Akcja Katolicka (Katolickie Stowarzyszenie Młodzieży Żeńskiej i Męskiej, Katolickie Stowarzyszenie Kobiet), Krucjata Eucharystyczna, Bractwo Różańca Świętego i Unia Żywego Różańca, III Zakon św. Franciszka, ministranci, asysta procesyjna, chór parafialny, schola. Funkcjonowała orkiestra parafialna, później przemianowana na strażacką. Ochotnicza Straż Pożarna w Jednorożcu powstała 12 października 1918.
Raz w miesiącu odbywały się targi. Innymi ważnymi wydarzeniami były m.in. odpusty parafialne (4 maja na św. Floriana i 8 września na Narodzenie NMP), wizytacje biskupie, misje parafialne i jedyna w historii wsi wizyta prezydencka. 25 maja 1930 wieś odwiedził Ignacy Mościcki.
Do dziś zachowało się kilkanaście drewnianych budynków, które pobudowano w Jednorożcu w okresie międzywojennym (1920–1936). Niektóre domy mają elementy zdobnicze charakterystyczne dla budownictwa Kurpiów Zielonych. Wybrane budynki są wpisane do gminnej ewidencji zabytków.

Drewniana zabudowa Jednorożca
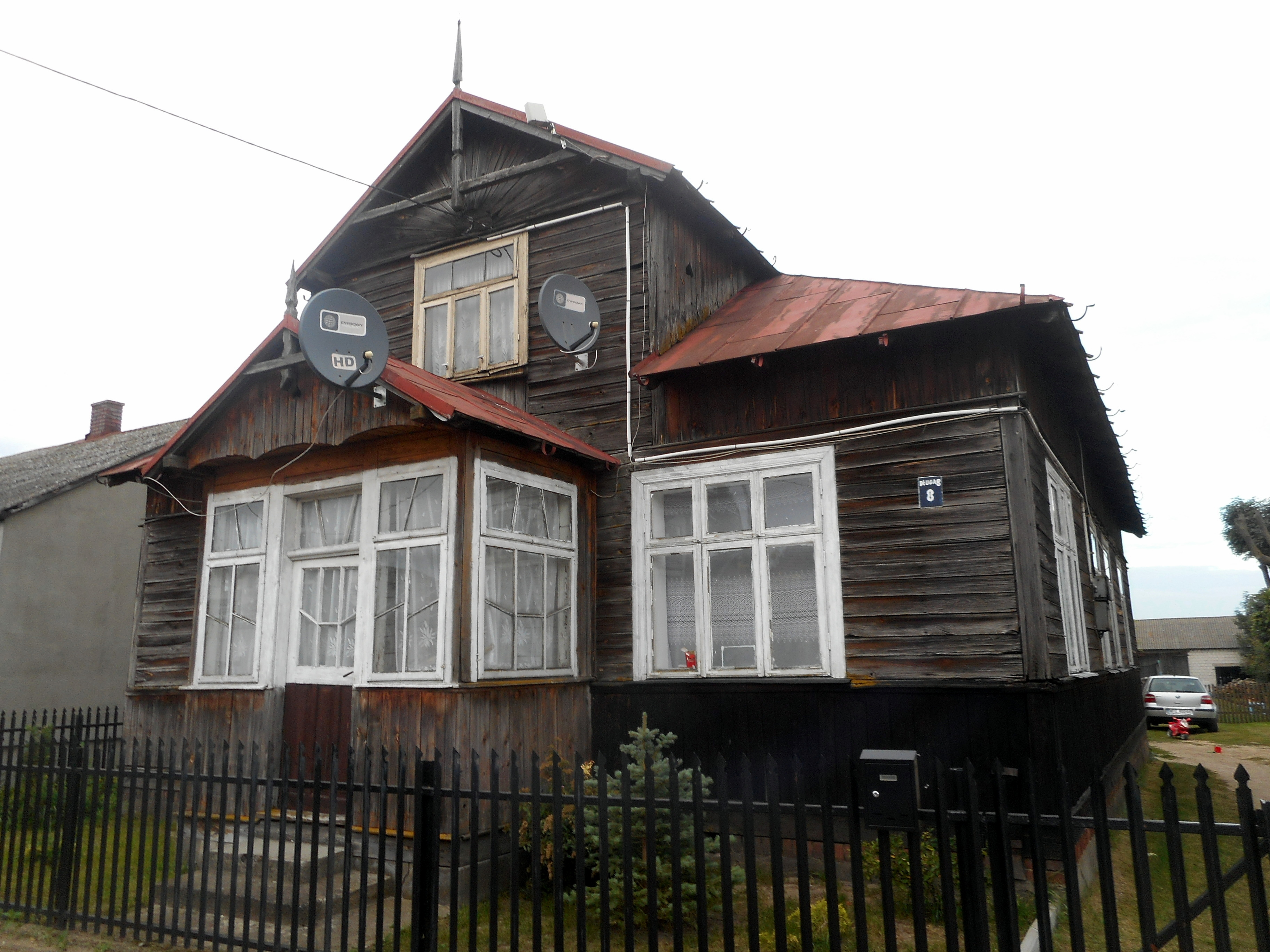
ul. Długa 8
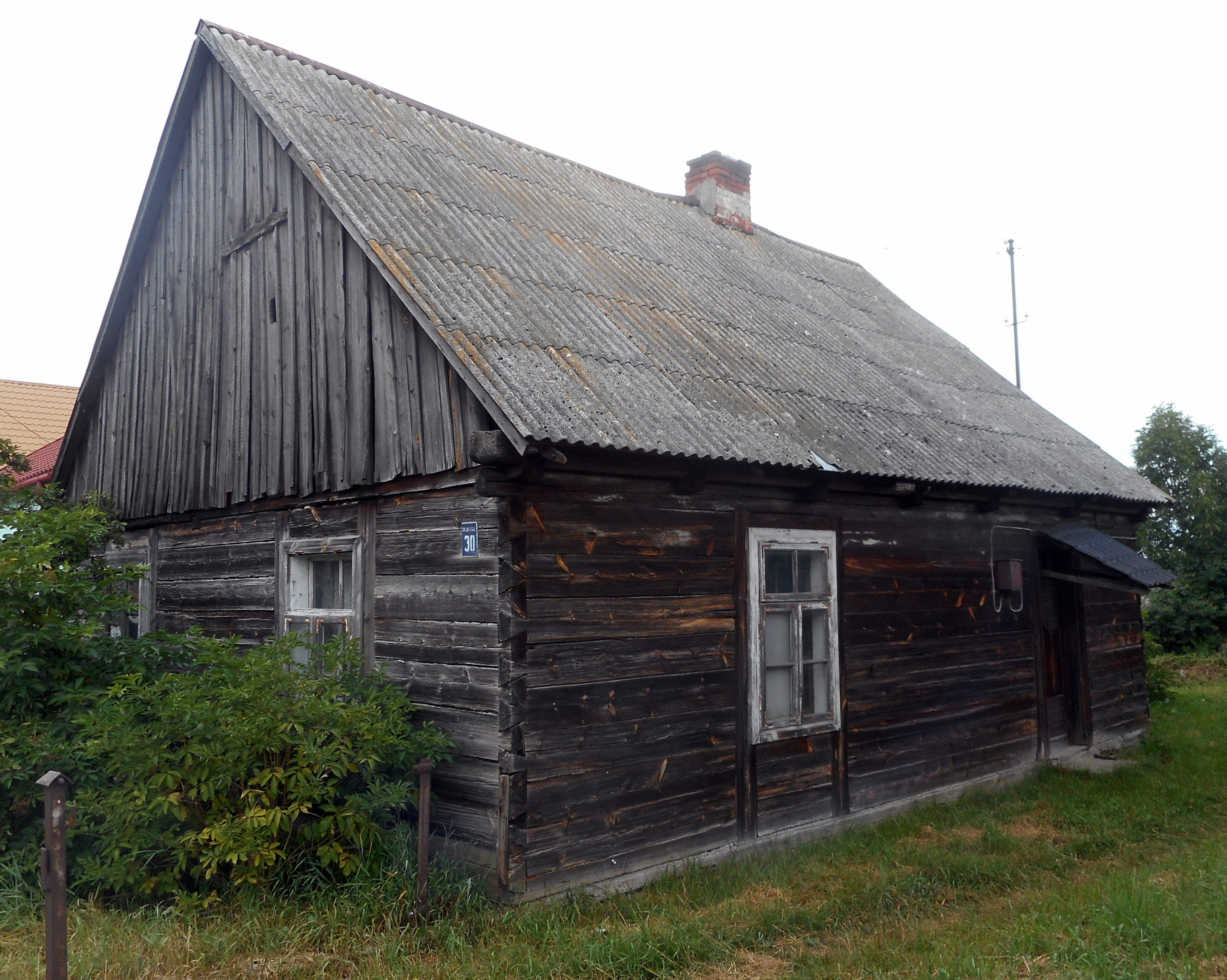
ul. Długa 30
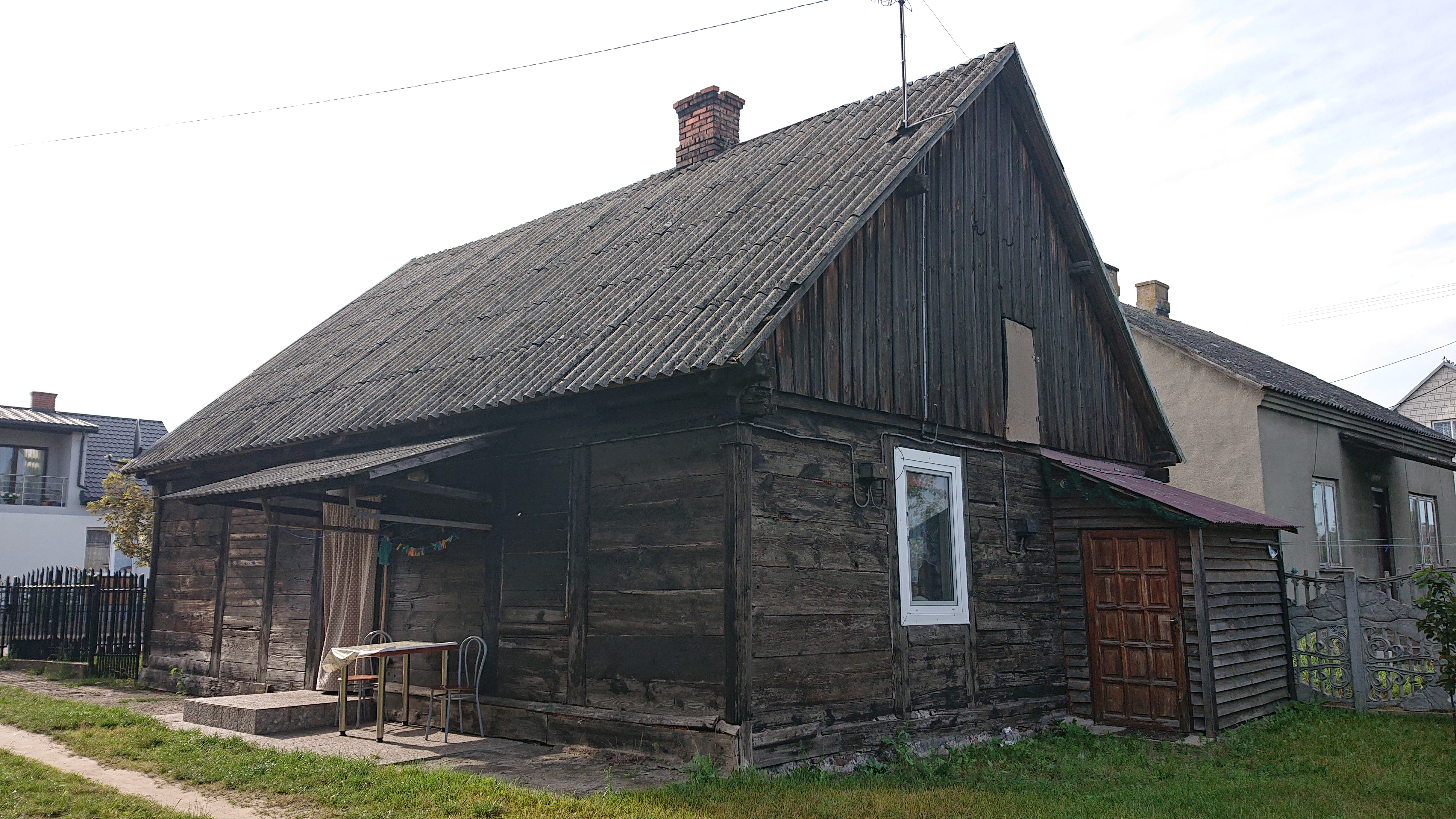
ul. Długa 40
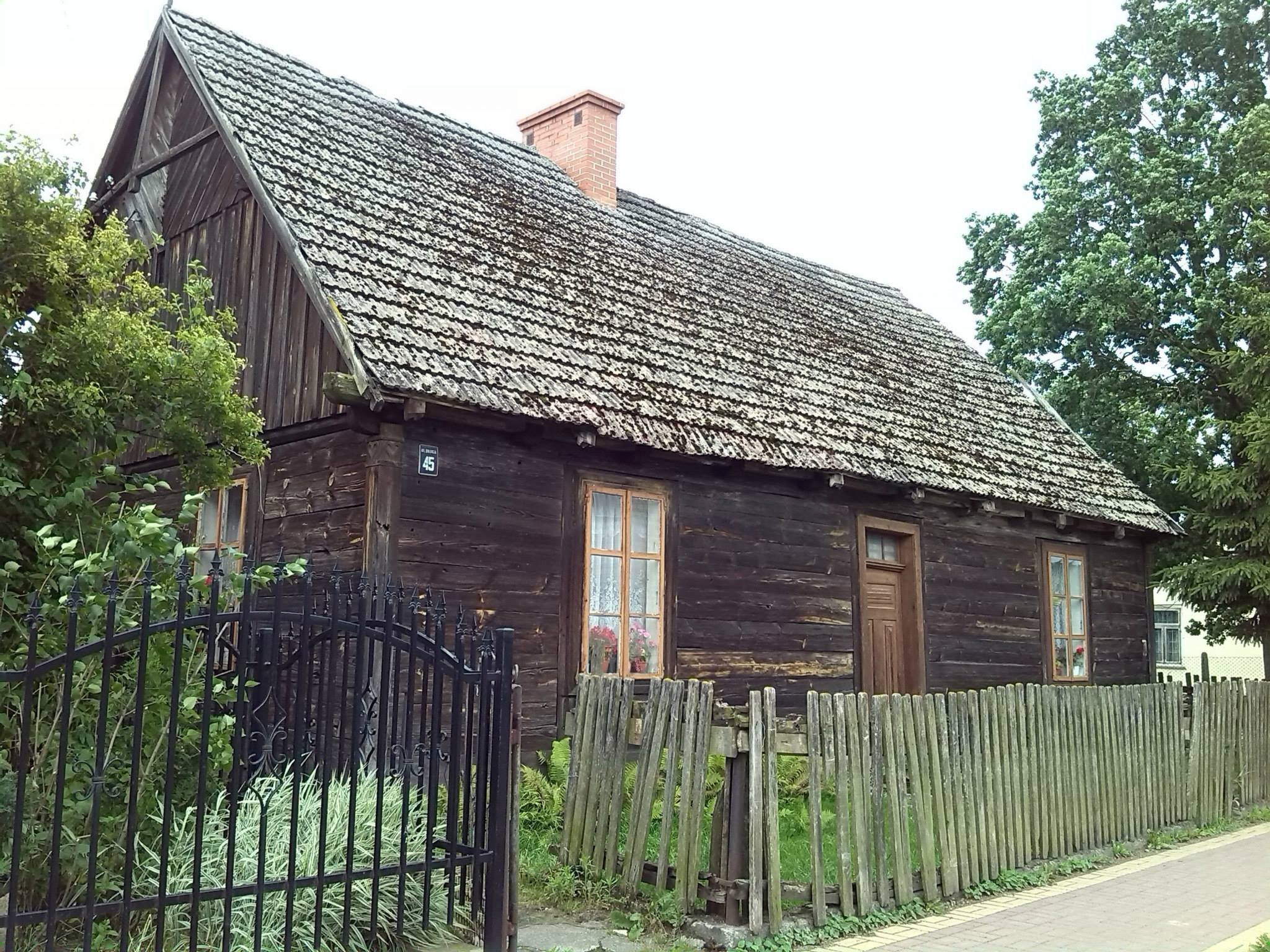
ul. Długa 45
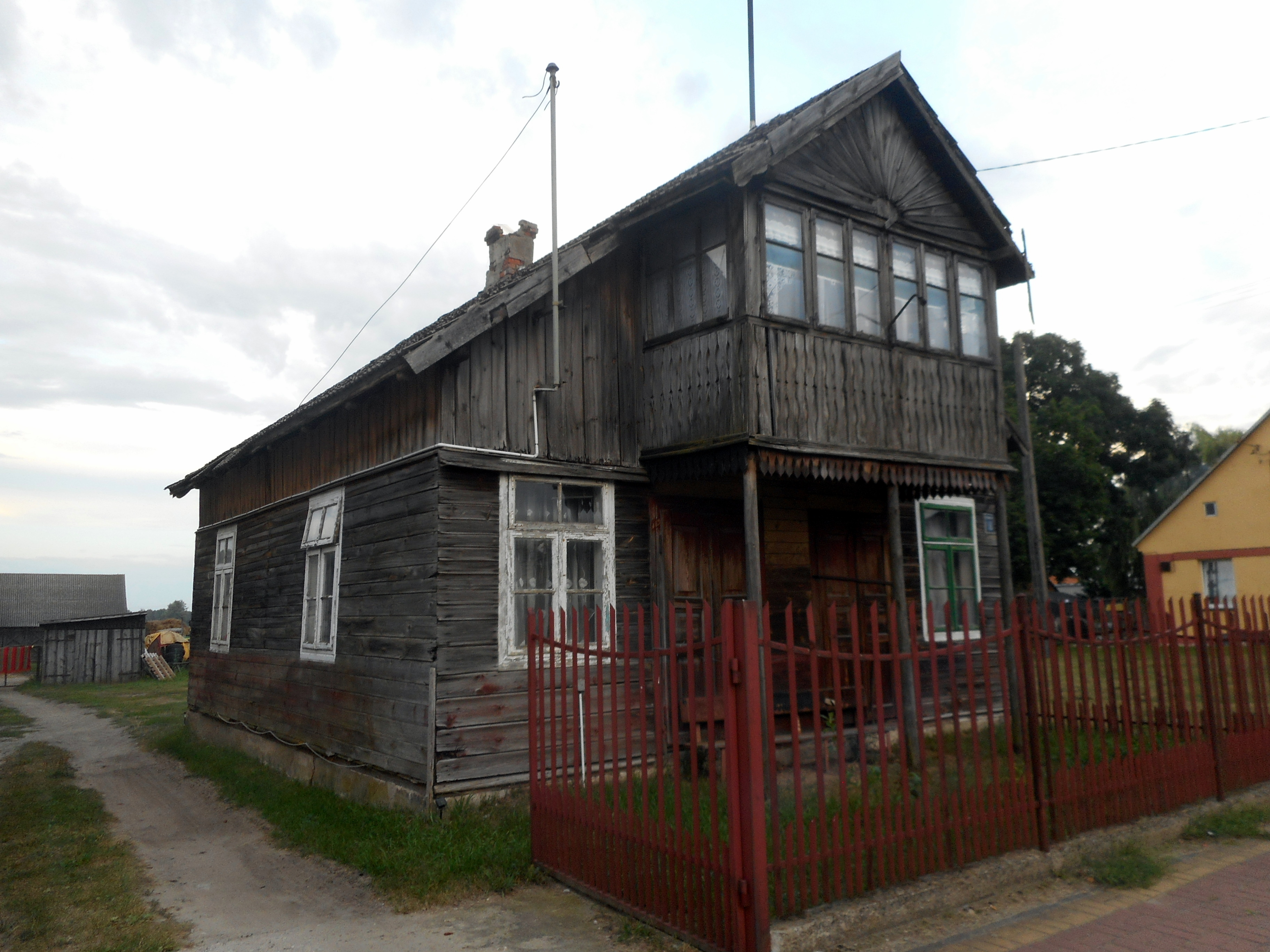
ul. Długa 88
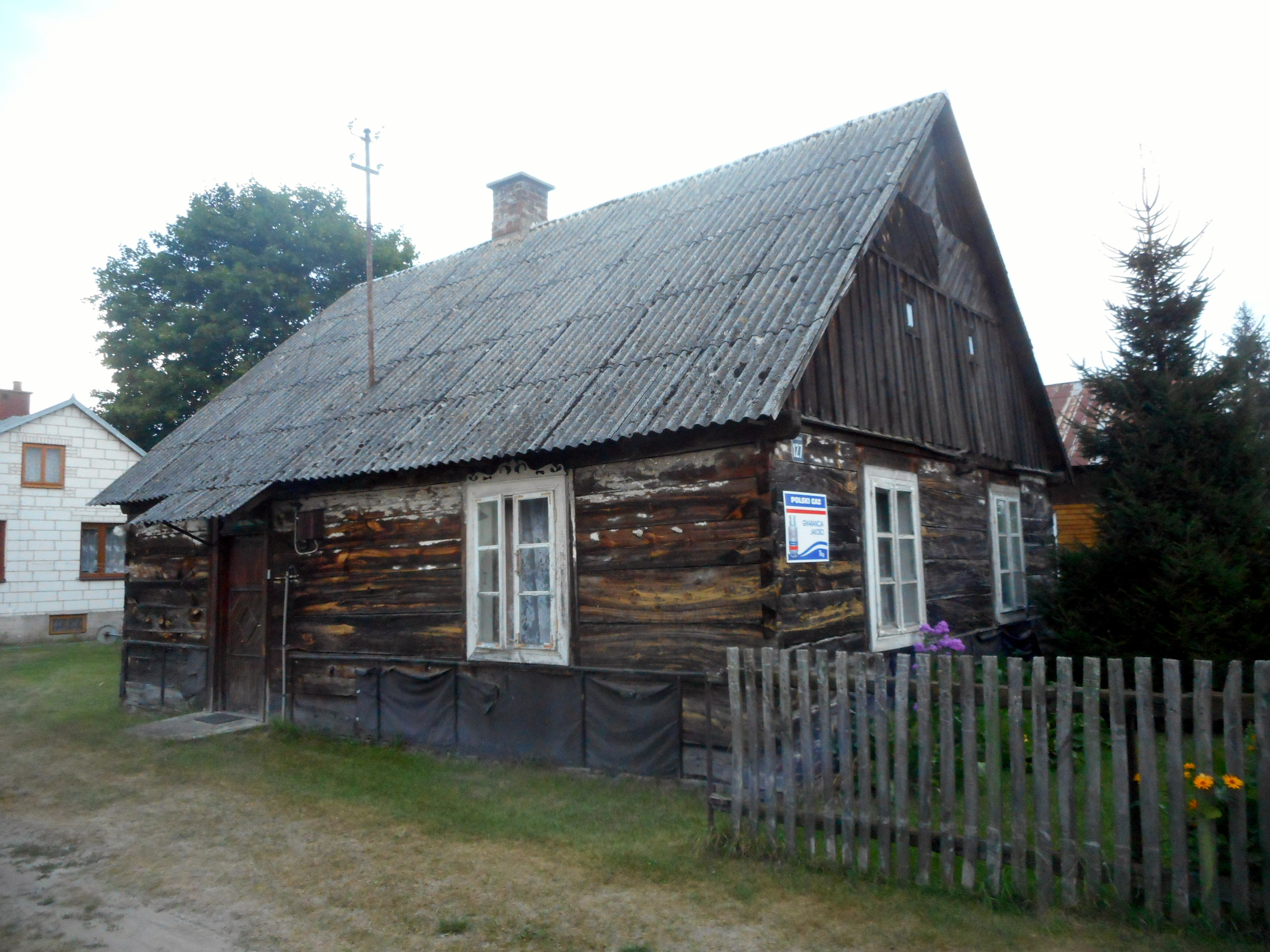
ul. Długa 127
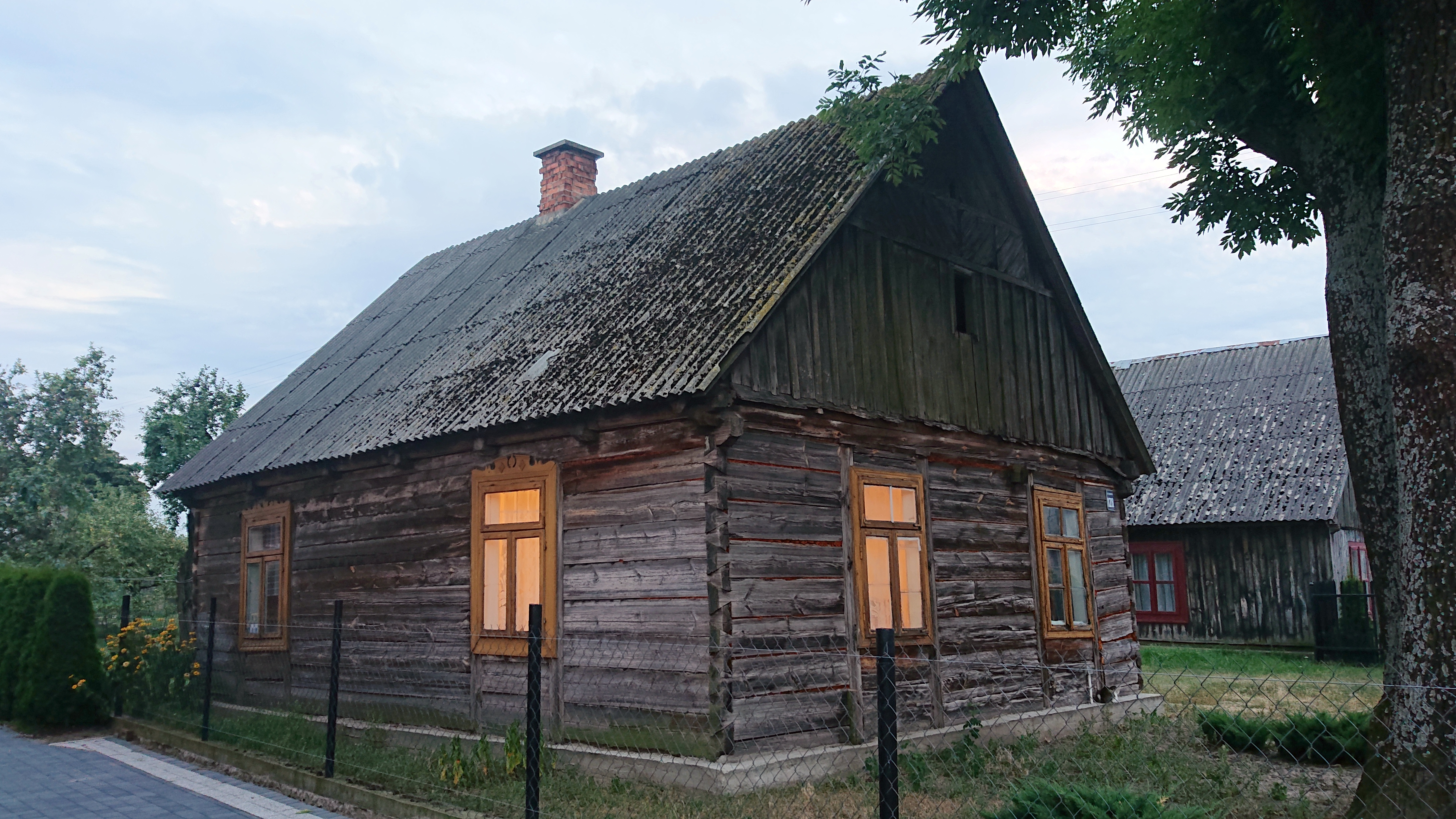
ul. Długa 128
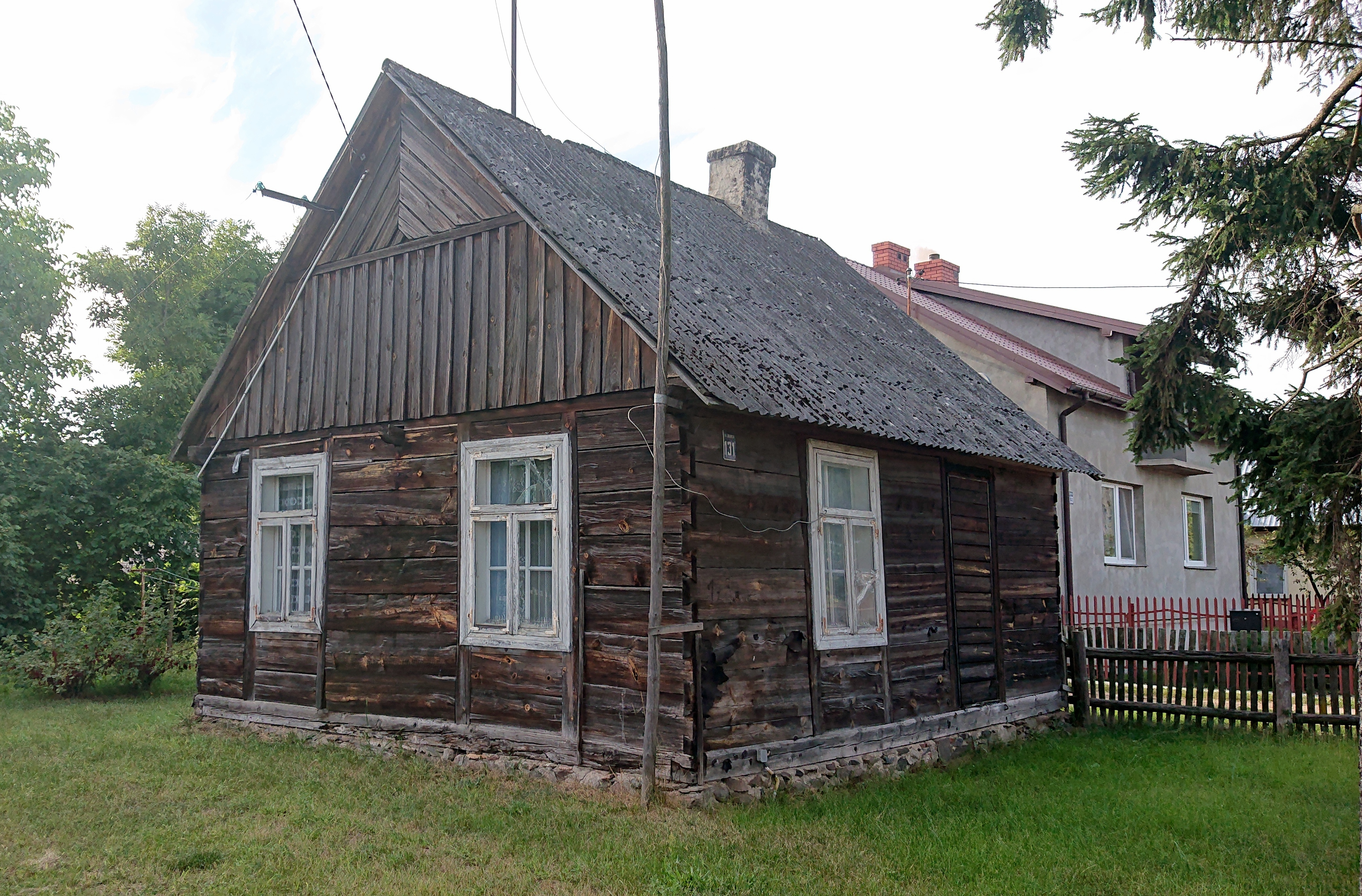
ul. Długa  131
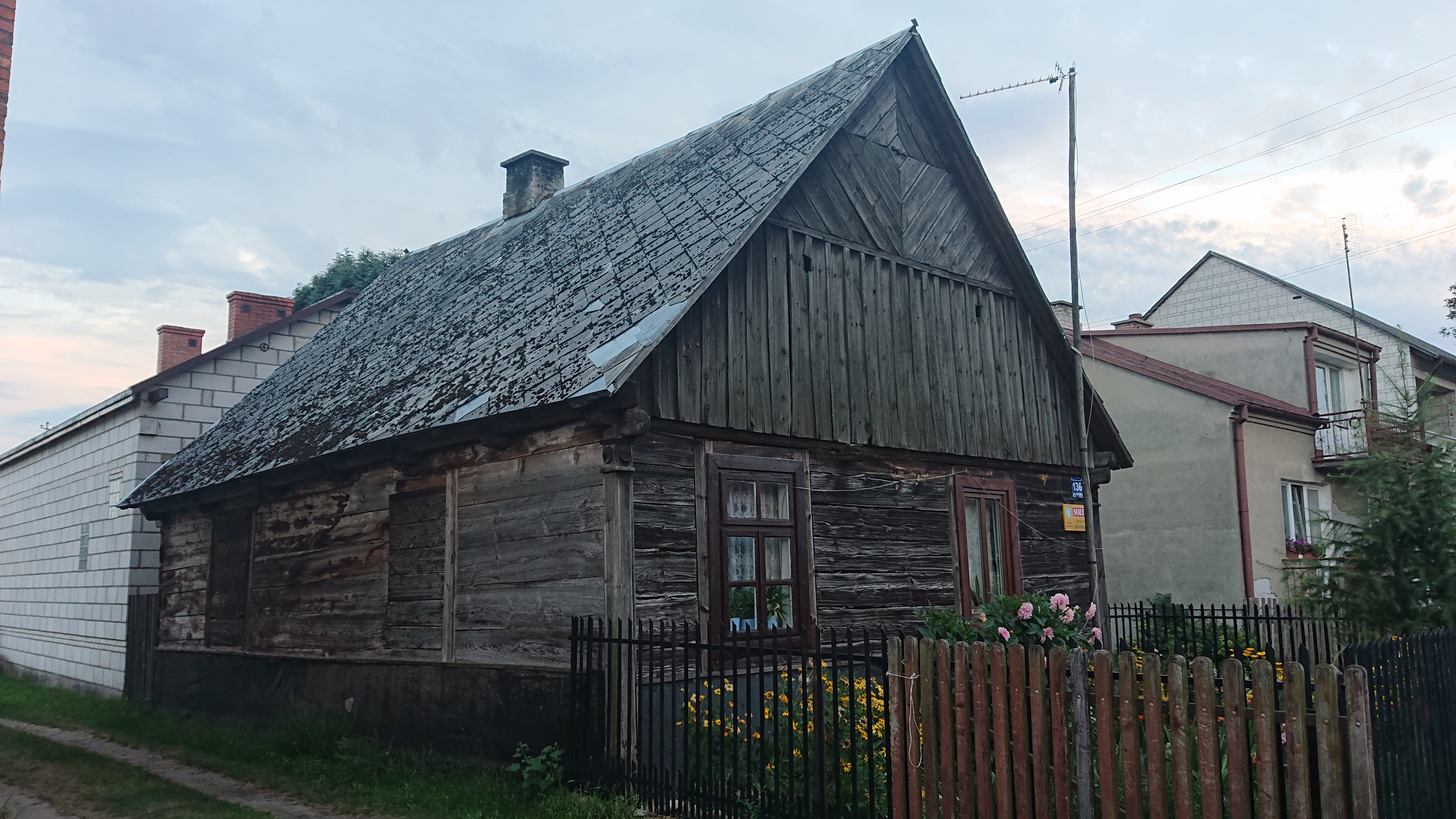
ul. Długa  136
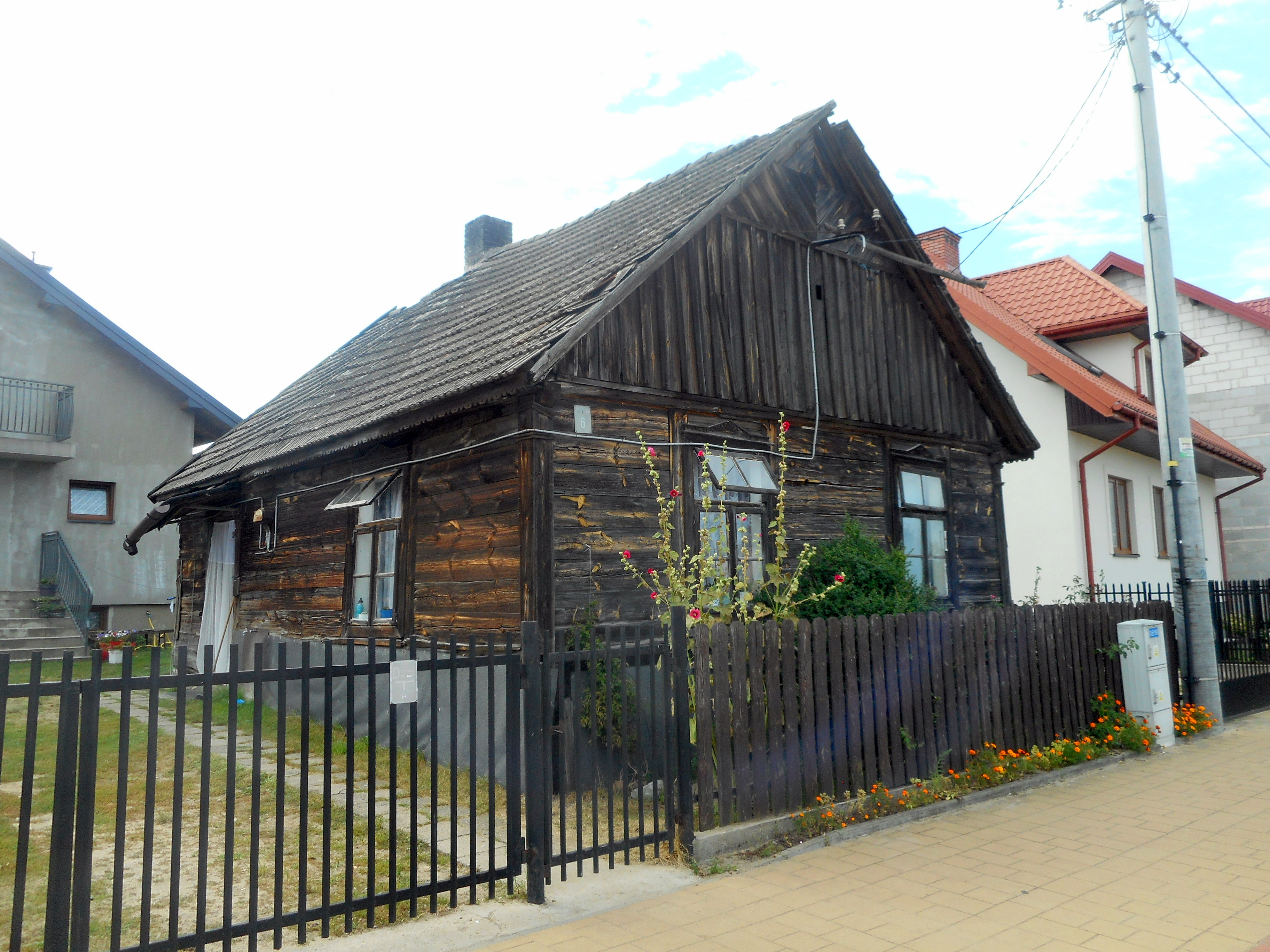
plac św. Floriana 6
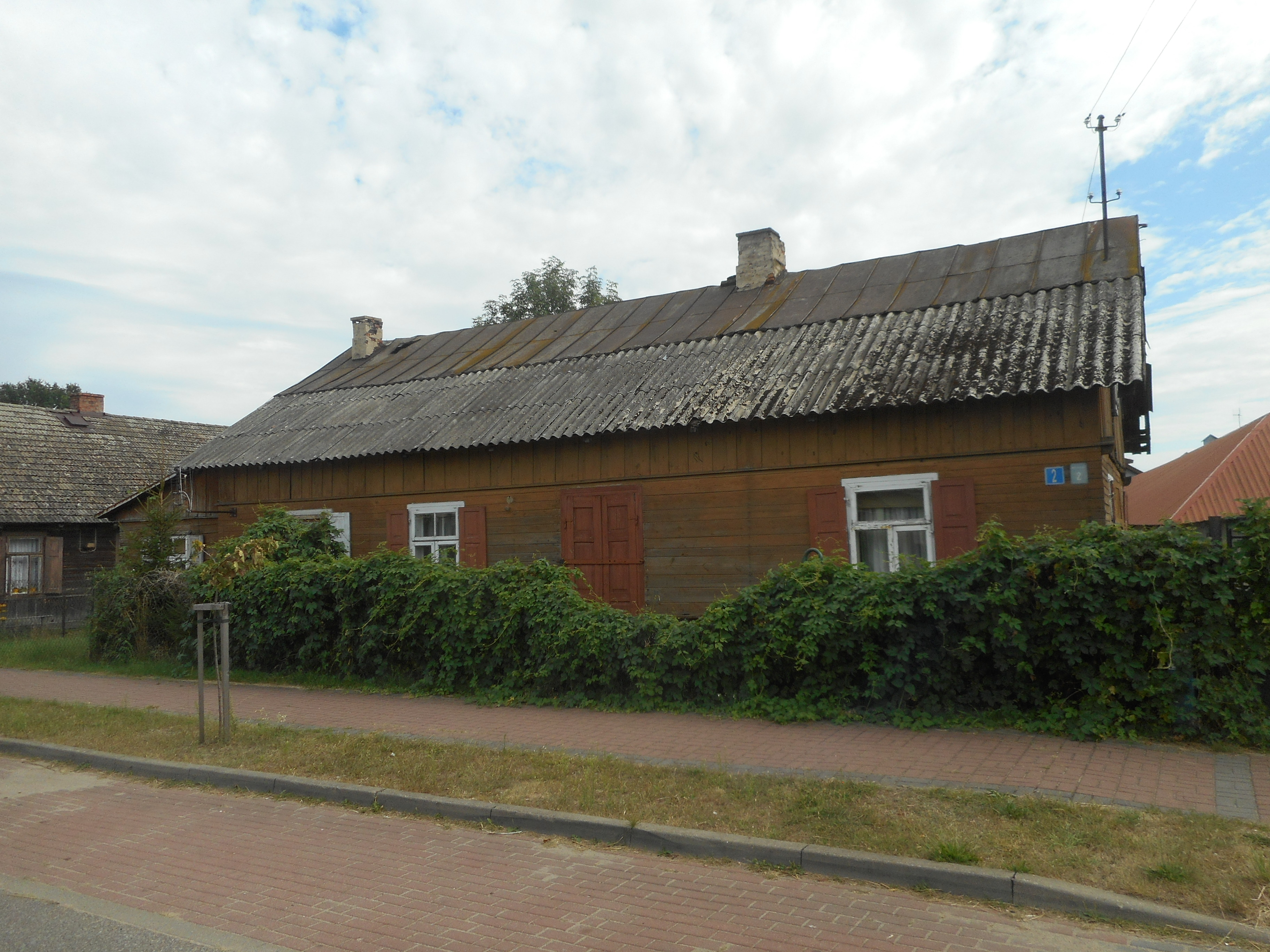
ul. Mazowiecka 2
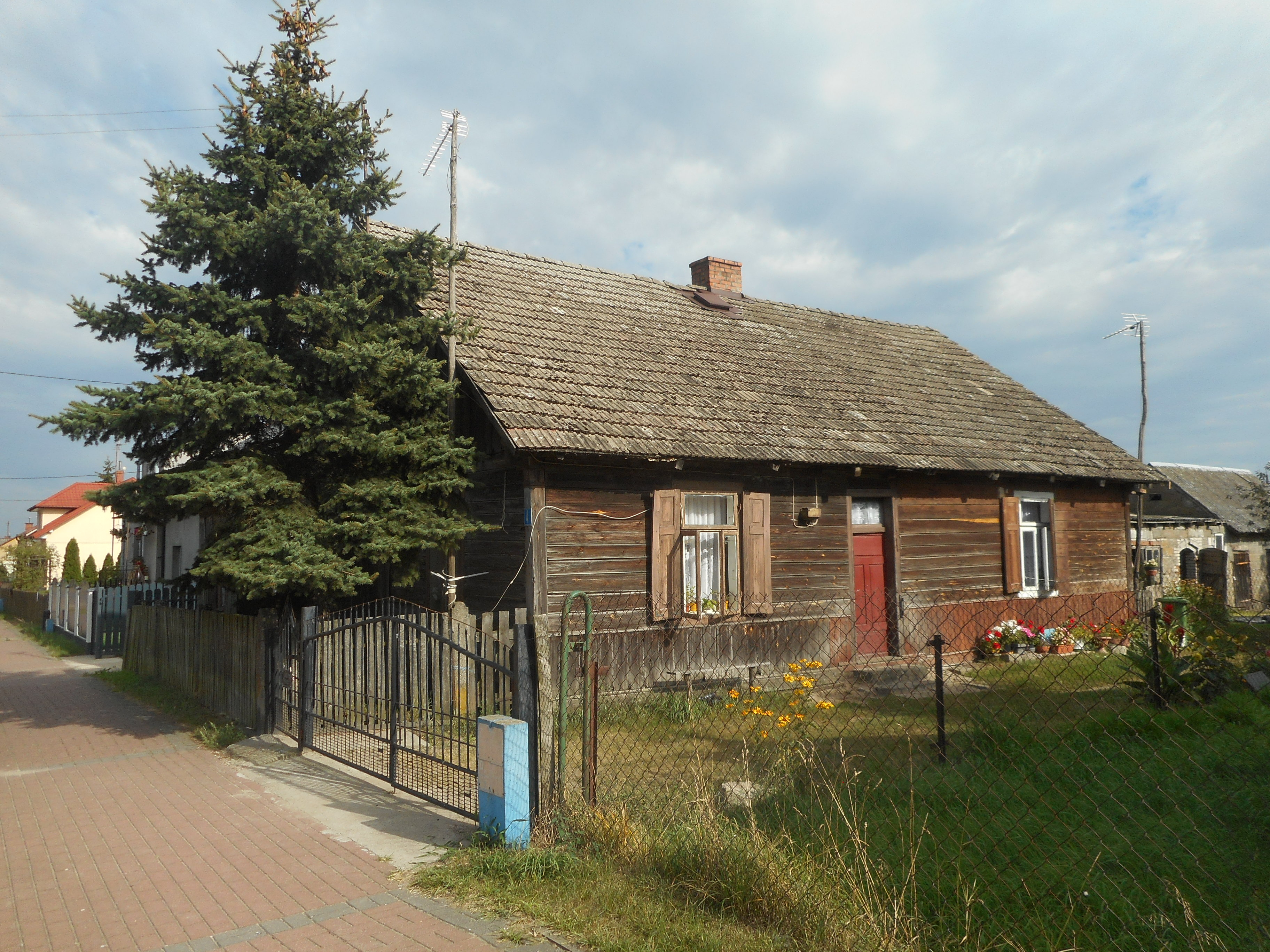
ul. Mazowiecka 4

### II wojna światowa
W ramach mobilizacji przed II wojną światową do Wojska Polskiego powołano mieszkańców Jednorożca. Część z nich zginęła w kampanii wrześniowej, część później.
1 września 1939 we wsi mieszkało 1530 osób. Ze względu na niewielką odległość Jednorożca od granicy z III Rzeszą (ok. 20 km) wojska niemieckie szybko wkroczyły do wsi. Od rana mieszkańcy Jednorożca uciekali w stronę Ostrowi Mazowieckiej, Małkini i Różana. We wsi pozostała tylko nieliczna grupa osób, które nie miały transportu albo chciały bronić dobytku. 5 września 1939 w Krasnosielcu zamordowano Żydów z okolicy, m.in. z Jednorożca. Po 17 września 1939 ludzie wrócili do Jednorożca z obawy przed niewolą sowiecką. Niemiecki terror okupacyjny zakładał odpowiedzialność zbiorową. Prowadzono łapanki do prac przymusowych i aresztów. Ludzi wywożono do obozu w Działdowie i do pracy przymusowej, najczęściej w Prusach Wschodnich. Jednorożacy trafiali też do obozów koncentracyjnych, np. Auschwitz-Birkenau lub Stutthoff. Grupa jednorożan została zamordowana przez Niemców w styczniu 1945 w Starych Jabłonkach pod Ostródą.
W 1940 w Jednorożcu powołano, oprócz wybranych w 1939 urzędników, niemieckiego wójta. Urząd gminny zorganizowano w szkole. Zorganizowano posterunek żandarmerii i areszt.
Jesienią 1941 roku do Jednorożca przesiedlono ludzi z gmin Janowo, Duczymin, Krzynowłoga Wielka i Dzierzgowo. Wyznaczono tam obszar na poligon wojskowy. Trudne warunki pogorszył pożar, który strawił około 80 gospodarstw. Okupant wymagał kontyngentów i szarwarku (budowa dróg, osuszanie i transport torfu, odśnieżanie dróg, kopanie rowów przydrożnych), a zakazywał mielenia mąki na własny użytek czy uboju zwierząt. Niemcy prowadzili osuszanie i zasiewanie łąk nad Orzycem z wykorzystaniem pracy mieszkańców.
W czasie II wojny światowej w Jednorożcu aktywny był ruch oporu. Początkowo stosowano bierny opór, z czasem zaczęto się organizować. Niemniej nie brakowało kolaborantów.
W październiku 1939 w Jednorożcu powstała placówka Komendy Obrońców Polski, która szybko została rozbita przez Niemców. Na strukturach KOP w 1940 wzorowano Związek Walki Zbrojnej. W Jednorożcu powstał Ośrodek nr 3 podzielony na terenie gminy Jednorożec na 4 plutony: I Stegna, II Jednorożec, III Żelazna, IV Budy Rządowe. Z czasem organizację rozbudowano o siatkę wywiadowczą w Szli, Lipie, Małowidzu, Olszewce i Drążdżewie Nowym. W 1942 ZWZ przemianowano na Armię Krajową. Z początkiem 1943 w ramach przygotowań do Akcji „Burza” w Jednorożcu powołano jeden z dwóch w Obwodzie Przasnyskim ośrodków. Miał siedzibę w Małowidzu i kryptonim „Liwiec”. Podlegały mu jednostki z Chorzel, Baranowa, Zarąb i Jednorożca. W jednorożeckim ośrodku było 6 plutonów: I Stegna, II Jednorożec, III Żelazna, IV Budy Rządowe, V Parciaki, VI Połoń. W ramach Akcji „Burza” zorganizowano oddział AK „Łowcy”.
1 stycznia 1945 liczebność mieszkańców określono na 2245 osób. Jednorożec został zajęty przez Armię Czerwoną 19 stycznia 1945.

## Granice i podziały administracyjne

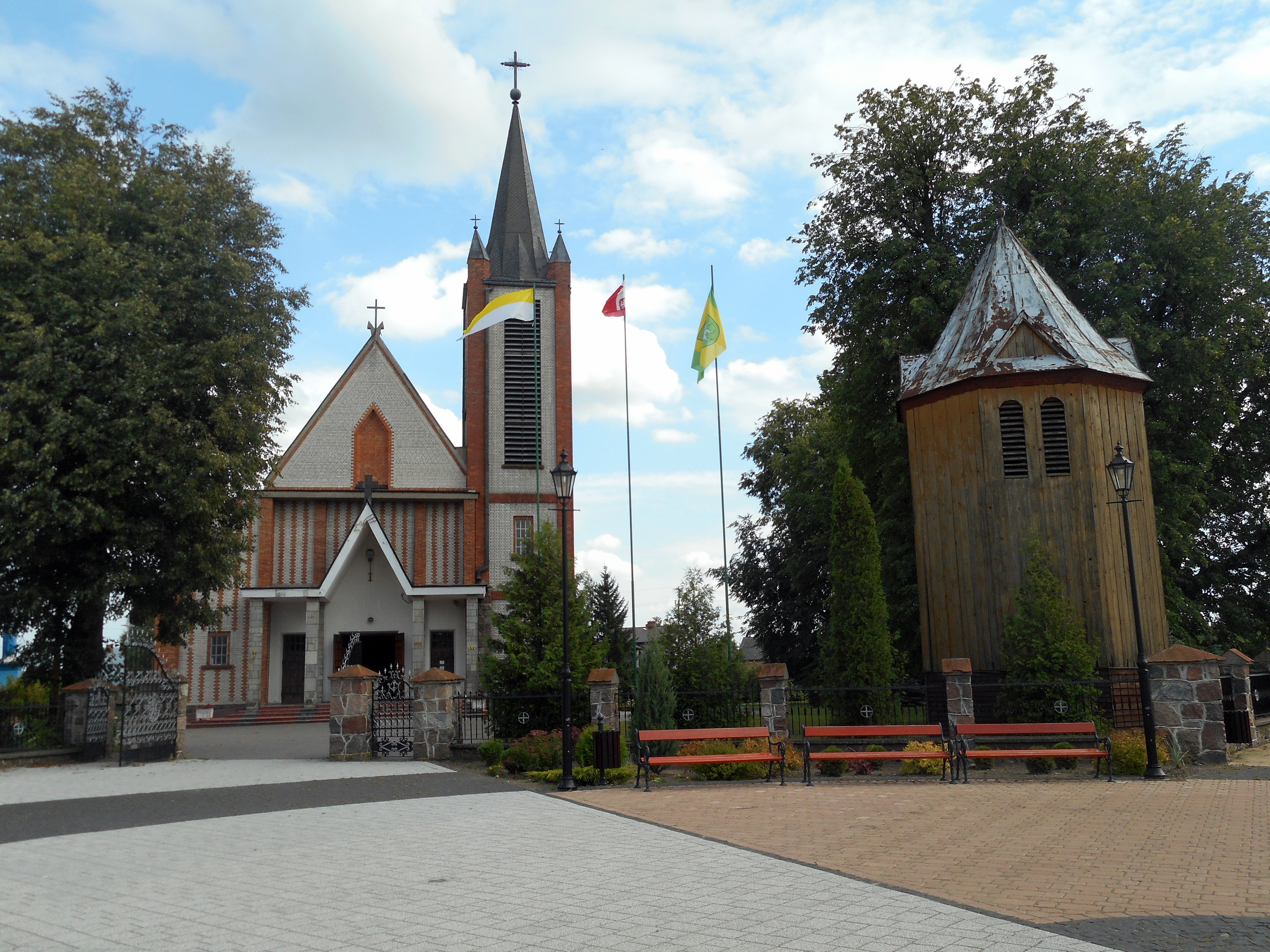
Kościół parafialny i dzwonnica na Poświętnym

### Zmiany administracyjne

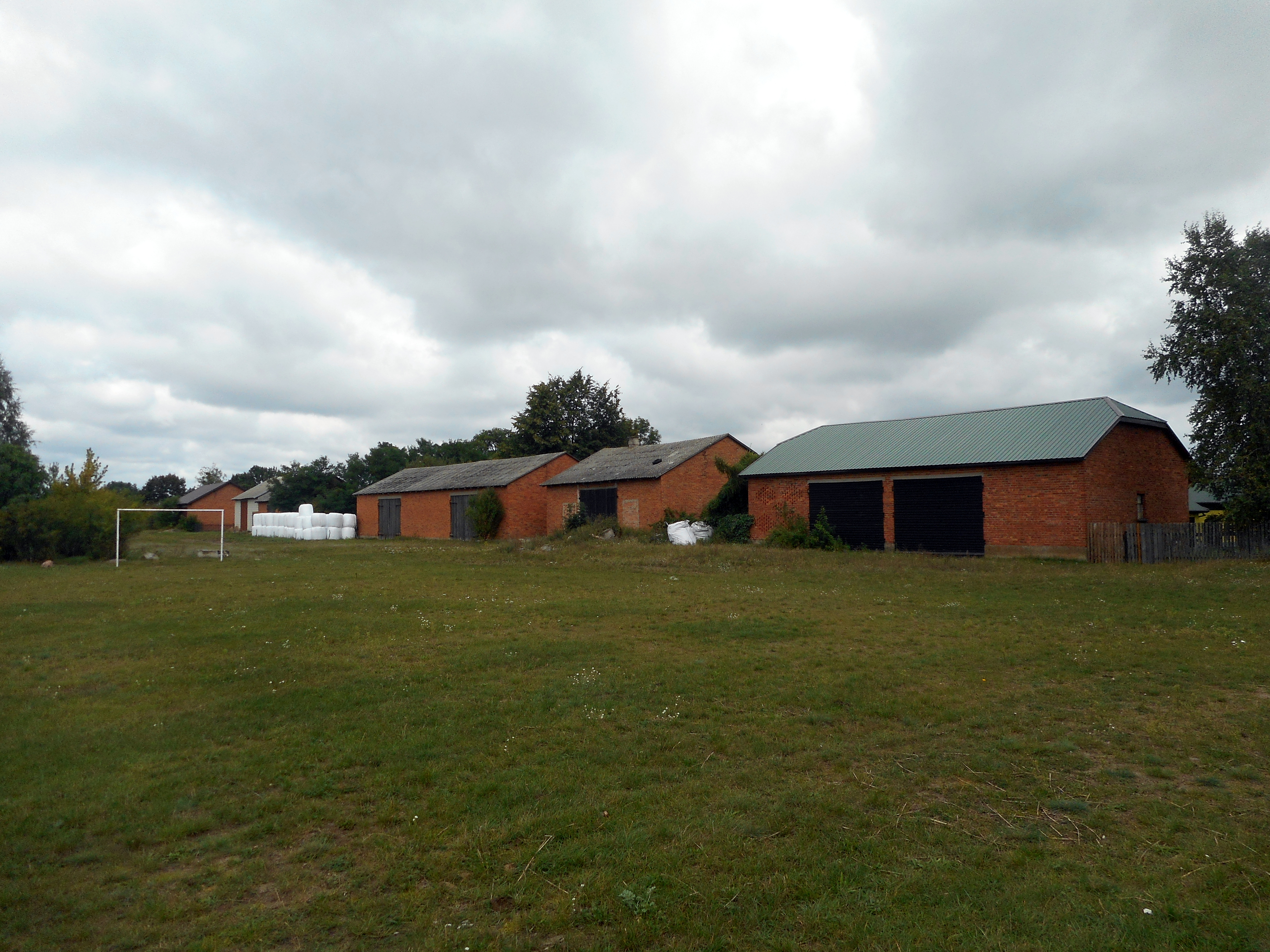
Zastodola w Jednorożcu

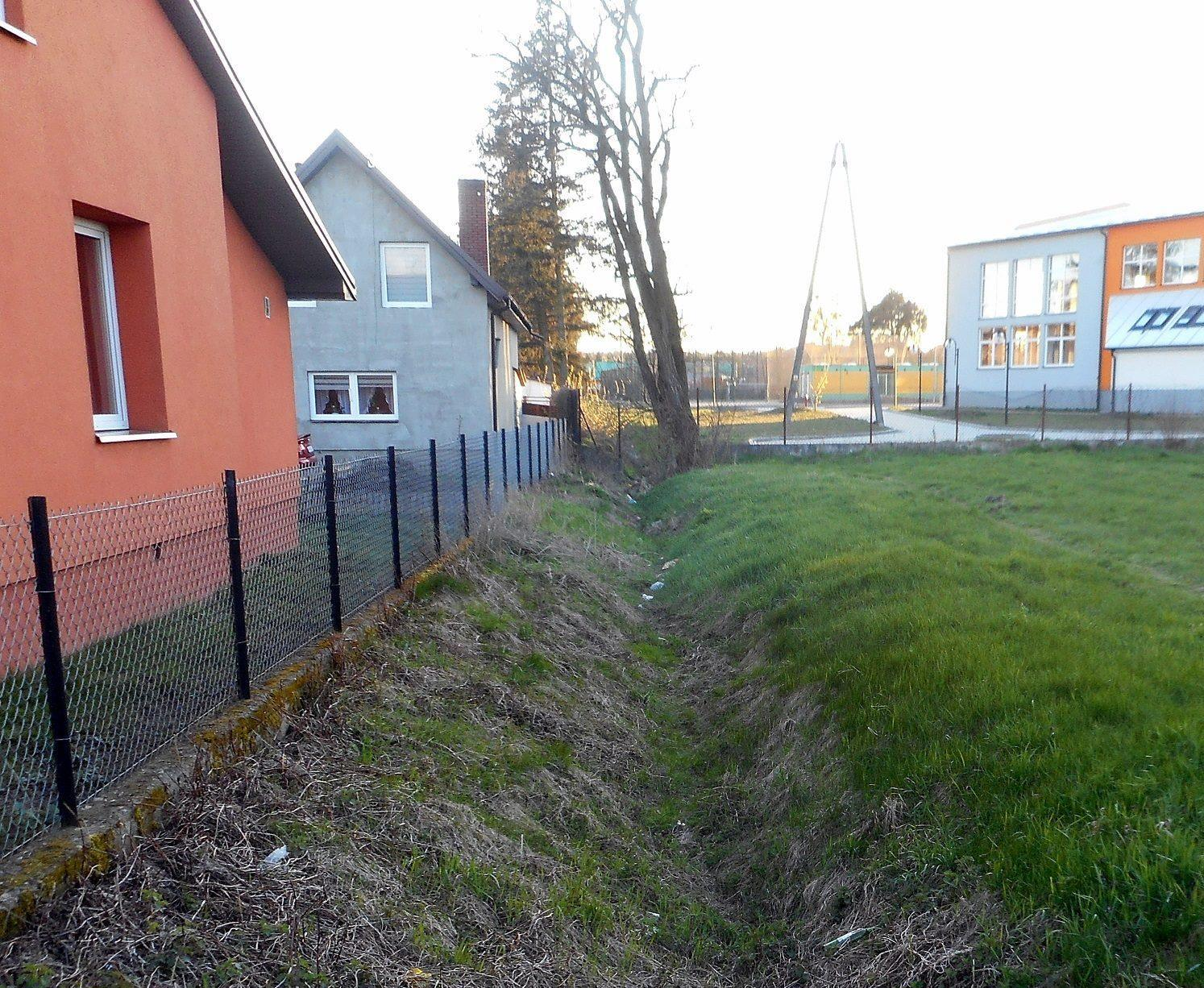
Rów między Jednorożcem a Stegną, dawna granica wsi

Do 1526 teren, na którym później powstała osada, leżał w państwie Polan (Mazowsze zostało przyłączone około 960–990), a po rozbiciu dzielnicowym w księstwie mazowieckim. Kiedy Mazowsze przyłączono do Korony Polskiej, tereny przyszłego Jednorożca znalazły się w ziemi ciechanowskiej w województwie mazowieckim. W 1576 powstało przasnyskie starostwo niegrodowe, do którego należał Jednorożec. W 1795 wraz z upadkiem I Rzeczypospolitej Jednorożec został włączony do państwa pruskiego (prowincja Prusy Nowowschodnie, departament płocki, powiat przasnyski). Po powstaniu Księstwa Warszawskiego Jednorożec należał do departamentu płockiego i powiatu przasnyskiego. Po powołaniu do życia Kongresówki Jednorożec włączono do województwa płockiego, obwodu przasnyskiego i powiatu przasnyskiego. Obowiązywał podział gminny z okresu Księstwa Warszawskiego. W 1837 województwa przemianowano na gubernie, w 1842 obwody na powiaty, a powiaty na okręgi sądowe. Od 1867 Jednorożec znalazł się w gminie Jednorożec, powiecie przasnyskim i guberni płockiej. Kiedy w 1915 powstało Generał-Gubernatorstwo Warszawskie, powiat przasnyski, a z nim Jednorożec jako siedziba gminy, był jego częścią. Od 1919 Jednorożec należał do powiatu przasnyskiego w województwie warszawskim. W 1933 w obrębie gmin wprowadzono podział na gromady. Jednorożec wraz z leśniczówką Uścianek tworzyły gromadę Jednorożec. Z dniem 1 listopada 1939 do III Rzeszy wcielono północną część województwa warszawskiego, w tym powiat przasnyski i Jednorożec. Wieś była częścią Rejencji Ciechanowskiej, która weszła w skład prowincji Prusy Wschodnie. Z dniem 22 sierpnia 1944 przywrócono przedwojenną administrację. Jednorożec leżał w powiecie przasnyskim i województwie warszawskim. W 1954 zlikwidowano gminy, w tym gminę Jednorożec, i zastąpiono je gromadami. W 1973 przywrócono istnienie gminy Jednorożec. W latach 1975–1998 miejscowość administracyjnie należała do województwa ostrołęckiego. Od 1999 Jednorożec jest siedzibą gminy w powiecie przasnyskim i województwie mazowieckim.

### Nazwy miejscowe
W użyciu są mikrotoponimy. Określają m.in. części wsi Jednorożec (Buchty – teren na wyjeździe ze Stegny w stronę Lipy; Działki – osiedle przy ul. Witosa, Gwiaździstej i Słonecznej; Grądy – część Jednorożca położona w oddaleniu od zwartej zabudowy, najbliżej Orzyca; Kocie Nerki – ul. Zielona i okolice; Na Jednorożcu – najstarsza część wsi wzdłuż ul. Długiej; Piaski – ul. Mazowiecka, Poświętne – okolice kościoła i placu św. Floriana; Rogatki – centrum wsi ze skrzyżowaniem-rondem; Wądołowo – okolice ulic Polnej i Leśnej; Wygonki – okolice cmentarza parafialnego na wyjeździe z Jednorożca do Przasnysza; Zastodola – pas nieużytków na tyłach gospodarstw po południowej stronie ul. Długiej) oraz drogi (Gościniec – droga z Jednorożca do Przasnysza; Grobla – droga z Jednorożca do Parciak przez Orzyc). Choć nazwy te straciły na znaczeniu po komasacji gruntów w okresie międzywojennym i później, nadal są używane przez część mieszkańców. Stanowią element lokalnego dziedzictwa.

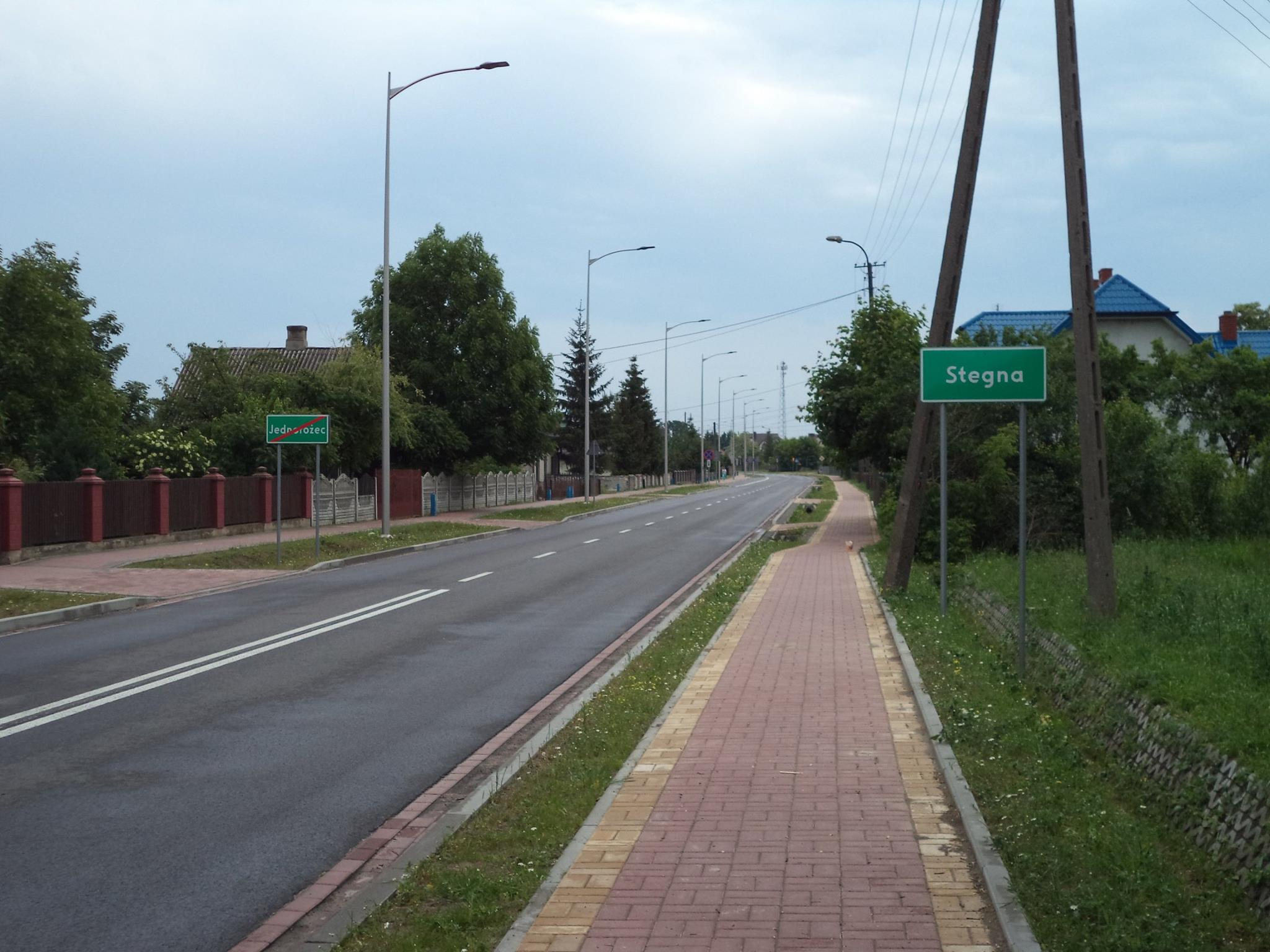
Granica wsi Jednorożec i Stegna (ul. Warszawska)

### Jednorożec a Ulatowo-Pogorzel i Stegna
Jednorożec jako wieś puszczańska w Puszczy Zielonej leżała na pograniczu z wsiami drobnoszlacheckimi (Ulatowo-Pogorzel, Ulatowo-Słabogóra), co już od czasów nowożytnych wzbudzało antagonizmy. Józef Ostaszewski pisał, że mieszkańcy okolicznych wsi – Ulatowo, Kobylaki, Bobino, Chodkowo i innych nie wchodzili w związki małżeńskie z Kurpiami z Jednorożca, Parciak czy Żelaznej. Mazurem nazywa Kurp mieszkańca wsi szlacheckiej, a Kurpiem (…) nazywa szlachcic byłego mieszkańca puszcz. Podobnie było w przypadku sąsiadującej z Jednorożcem od południą wsi Stegna, dawnej własności Krasińskich. Dochodziło do bójek między mężczyznami z obu wsi, nie zawierano mieszanych małżeństw. Sytuację, zarówno w przypadku kontaktów jednorożan ze stegniarzami, jak też jednorożan z pogorzelakami, zmieniły wspólne: parafia, administracja cywilna, szkoła, służba zdrowia, straż pożarna itp.

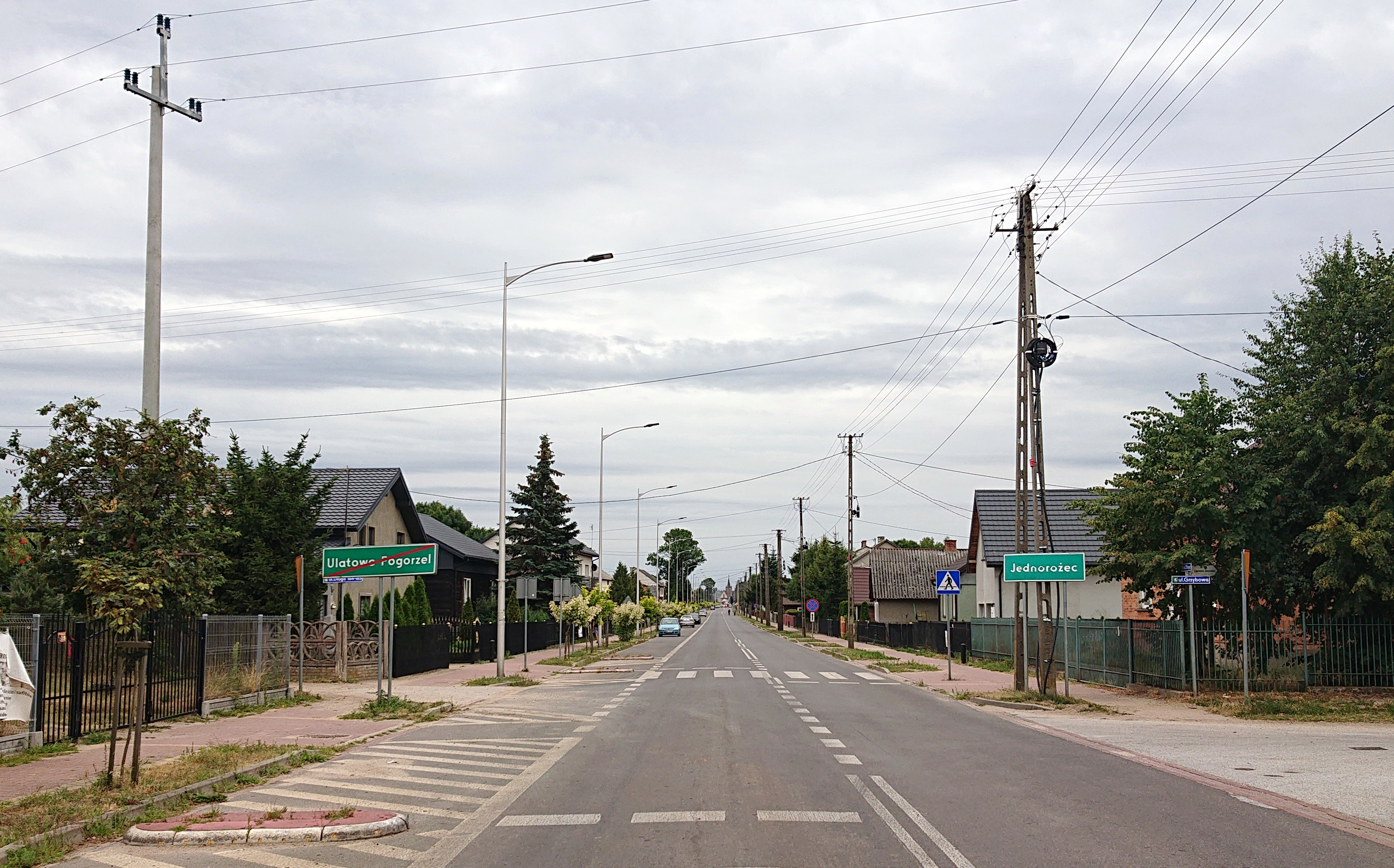
Granica między Jednorożcem a Ulatowem-Pogorzelą (ul. Długa)

O ile początkowo mieszkańcom Jednorożca i Stegny kulturowo było daleko, to nie terytorialnie. Wsie oddzielał jedynie wąski ciek wodny, którego pozostałości widoczne są do dziś i stanowią część strumienia wpływającego do stawu przy kościele. Nierzadko nawet miejscowi nie są w stanie wskazać, gdzie jest granica pomiędzy Jednorożcem a Stegną. Był czas, że nie było to zaznaczone znakami informacyjnymi, choć podział wyrażał się w używaniu określenia na Stegnie, wydzielającego tę przestrzeń z Jednorożca. Współcześnie znaki informują o granicy między dwiema wsiami. Przebiega ona następująco: ulica Zielona to Jednorożec, od wylotu ulicy Zielonej do Warszawskiej w stronę Drążdżewa Nowego mamy Stegnę. Granicę wyznacza ogrodzenie cmentarza kościelnego, znajdująca się za nim, jadąc od centrum wsi, ulica Zdrojowa, to już Stegna. Plac św. Floriana (dawna Kościelna) to Jednorożec. Plac za kościołem płynnie przechodzi w ulicę Wolności, która jest osią wsi Stegna. Do Stegny należy też tzw. osiedle piastowskie i kwiatowe.
Rozwój miejscowości Jednorożec doprowadził do jej złączenia w jedno z sąsiadującym od północy Ulatowem-Pogorzelą i od południa Stegną. W rezultacie dla trzech miejscowości tworzy się wspólne miejscowe plany zagospodarowania przestrzennego.

## Współcześnie
Na dzień 25 listopada 2011 we wsi notowano 2118 osób: 1076 kobiet i 1042 mężczyzn. Na dzień 31 grudnia 2014 wieś Jednorożec zamieszkiwało 467 osoby w wieku przedprodukcyjnym, 1363 w wieku produkcyjnym i 255 w wieku poprodukcyjnym, łącznie 2085 osób. Wedle stanu na 31 grudnia 2018 we wsi mieszkało 2109 osób, a rok później 2074 osoby. Sołtyską sołectwa Jednorożec jest Renata Koper.
Miejscowość jest siedzibą gminy Jednorożec oraz parafii rzymskokatolickiej św. Floriana, należącej do metropolii białostockiej, diecezji łomżyńskiej, dekanatu Chorzele. We wsi jest Gminny Zespół Usług Komunalnych, oczyszczalnia ścieków, bank spółdzielczy, posterunek policji, urząd pocztowy, przychodnia lekarska, apteka, zakład weterynaryjny ze sklepem. Działa Zespół Placówek Oswiatowych (przedszkole, szkoła podstawowa, liceum, szkoła branżowa) z halą sportową. W latach 70. XX wieku zbudowano stadion.

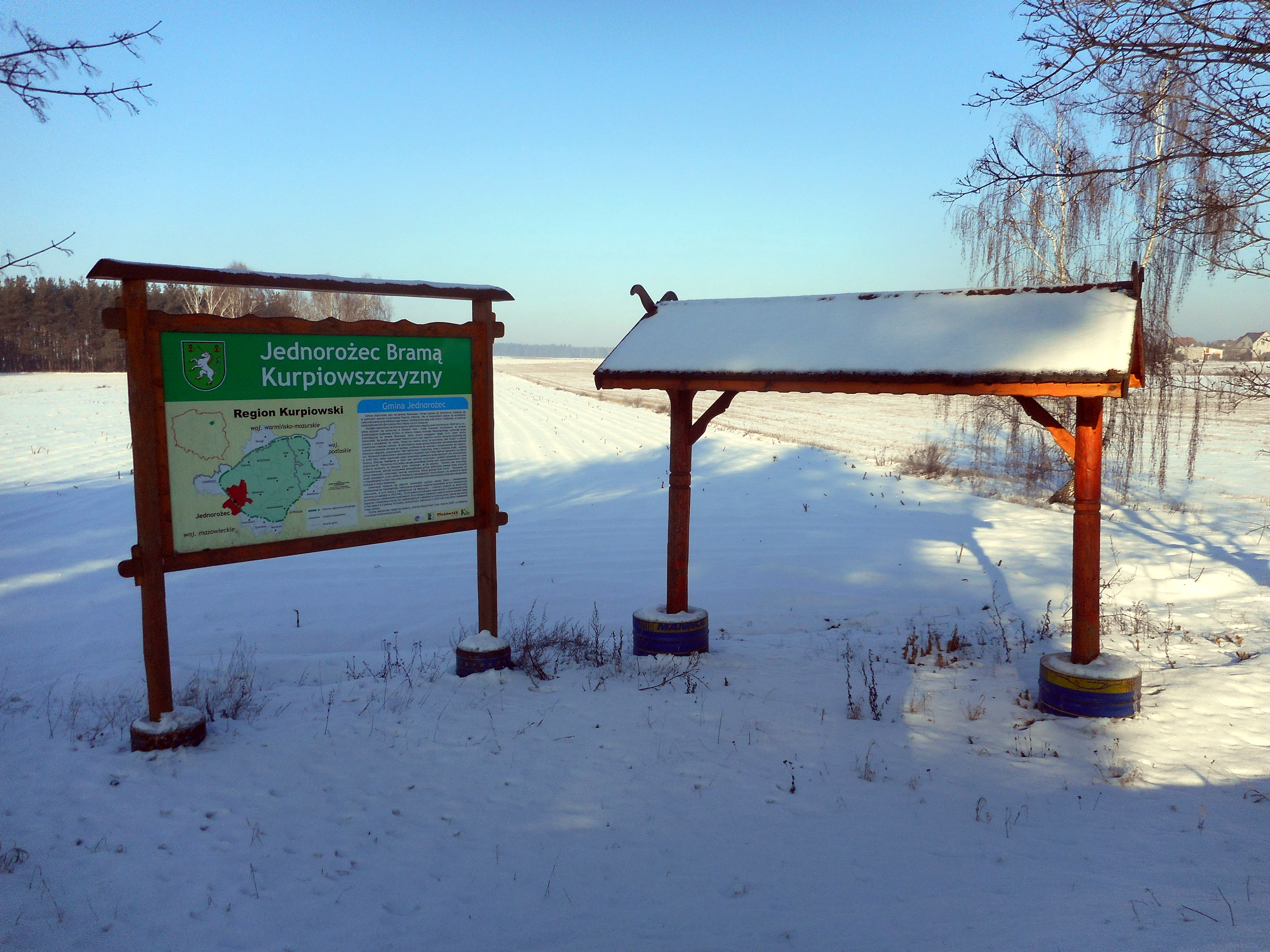
Brama Kurpiowszczyzny

Podstawowym zajęciem mieszkańców jest rolnictwo, choć z powodu coraz wyższych kosztów i nierzadko niewielkich powierzchniowo, a słabych jakościowo terenów rolniczych (grunty klasy V i VI) część mieszkańców decyduje się na likwidację gospodarstw. W 2015 z rolnictwa w Jednorożcu i Stegnie utrzymywało się 107 rodzin. Pozostali mieszkańcy pracują w budownictwie, przemyśle produkcyjnym, spożywczym i medycznym w Jednorożcu, Przasnyszu, Chorzelach, Warszawie i Olsztynie, zatrudniają przy wyrębie lasów i w zakładach pracy przetwarzających drewno. Występuje emigracja za granicę, m.in. do Wielkiej Brytanii, Irlandii, Niemiec, Norwegii i Szwecji. Wiele młodych ludzi wyjeżdża na studia (najczęściej do Olsztyna i Warszawy) i już nie wraca do rodzinnej wsi. 

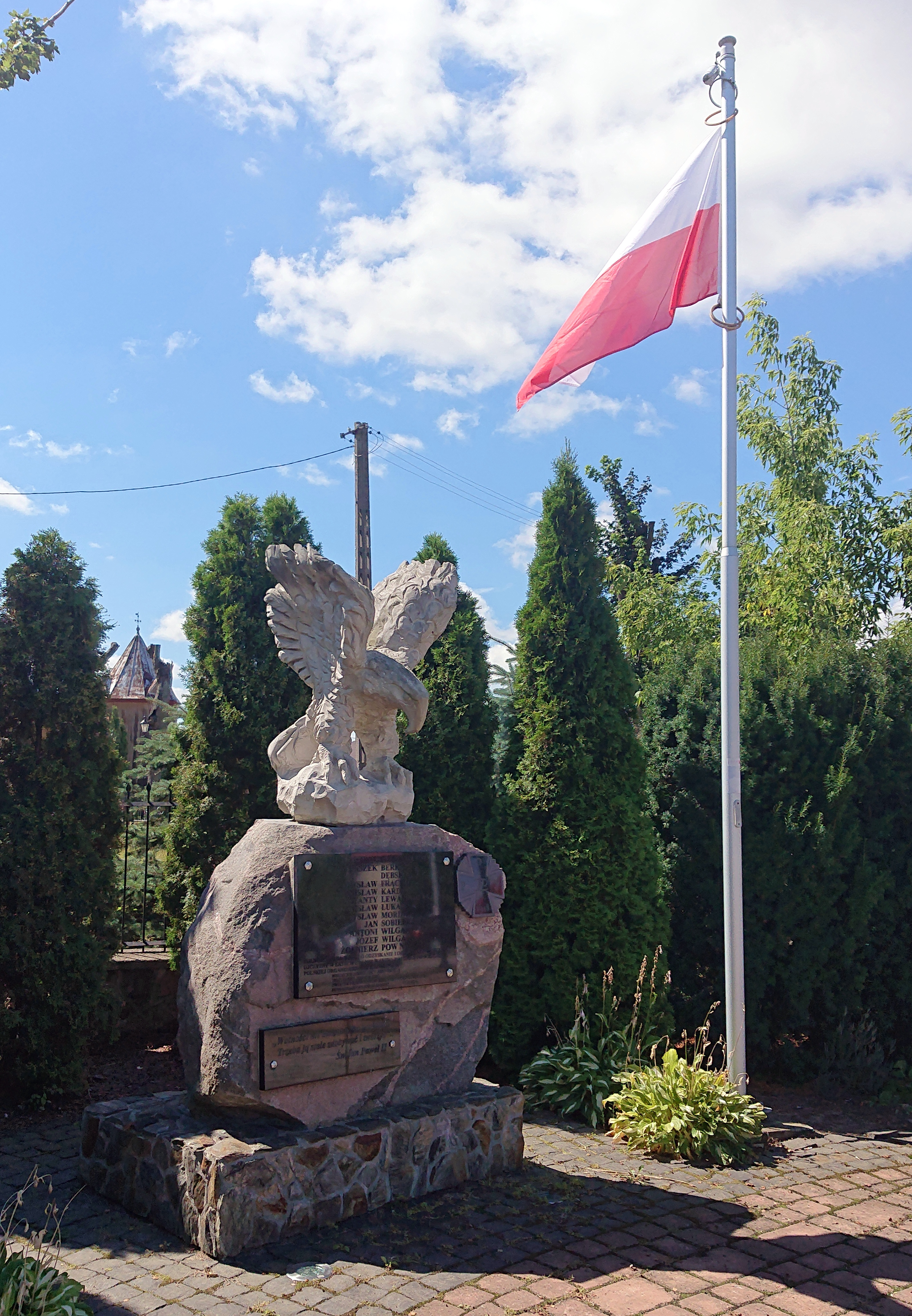
Pomnik POW na placu św. Floriana

W Jednorożcu działają organizacje pozarządowe (Koło Gospodyń Wiejskich, Stowarzyszenie Koła Gospodyń Wiejskich, Stowarzyszenie „Przyjaciele Ziemi Jednorożeckiej”, Polski Związek Emerytów, Rencistów i Inwalidów w Jednorożcu), kluby sportowe (Jednorożecki Klub Badmintona „BadKurp”, Stowarzyszenie „Jednorożec Robi Co Może”, Ludowy Klub Sportowy „Mazowsze Jednorożec”), a także Wielopoziomowa Drużyna Harcerska „Liwiec”, Klub Seniora „Złocień” oraz Gminna Biblioteka Publiczna (z filiami w Olszewce i Parciakach). Istnieje Ochotnicza Straż Pożarna. Rozwinięta jest sieć sklepów i usług. W Jednorożcu działają: Przedsiębiorstwo Handlowo-Usługowe „Profil” (produkcja i montaż mebli), P.P.H. „MIX” (hurtownia napojów), piekarnie, firmy budowlane, składy materiałów budowlanych, węgla i artykułów do produkcji rolniczej, zakłady stolarskie i meblowe, usługi transportowe. Jest zakład pogrzebowy, usług leśnych, naprawy samochodów. Usługi oferują zakłady fryzjerskie, kosmetyczne, florystyczne, sprzątające i naprawy sprzętu komputerowego. Istnieją zakłady małej gastronomii oraz liczne sklepy spożywcze i spożywczo-przemysłowe. Dwa razy w miesiącu we wsi odbywają się targi (środa po 1 i 15 dniu miesiąca). Działa gospodarstwo agroturystyczne. Jednorożec stanowi centrum administracyjne, ekonomiczne i kulturalne gminy.
We wsi działają zespoły regionalne („Jutrzenka”, „Kalina”, „Kurpie”, „Młode Kurpie”), które starają się upowszechniać i kultywować tradycje Kurpiów Zielonych. Istnieje jednorożecka odmiana stroju kurpiowskiego. Od 1988 szkoła podstawowa w Jednorożcu nosi imię Adama Chętnika. Wieś określa się mianem Bramy Kurpiowszczyzny, co podkreśla instalacja przy wjeździe do Jednorożca od strony Przasnysza. W zbiorach Instytutu Sztuki Polskiej Akademii Nauk przechowywane są nagrania pieśni wykonanych w latach 50. XX wieku przez kobiety z Jednorożca: Michalinę Obrębską, Zofię Gładek, Stanisławę Kardaś, Czesławę Koziatek, Franciszkę Żabicką, Stanisławę Gwiazdę, Bronisławę Mordwę i Stefanię Sobolewską.
W centrum wsi, oprócz pomnika jednorożca dłuta rzeźbiarza Piotra Grabowskiego, ustawionego w 2016, znajduje się odsłonięty w 2014 pomnik POW. Od 1947 w centrum wsi stoi figura św. Floriana ufundowana przez OSP Jednorożec. 

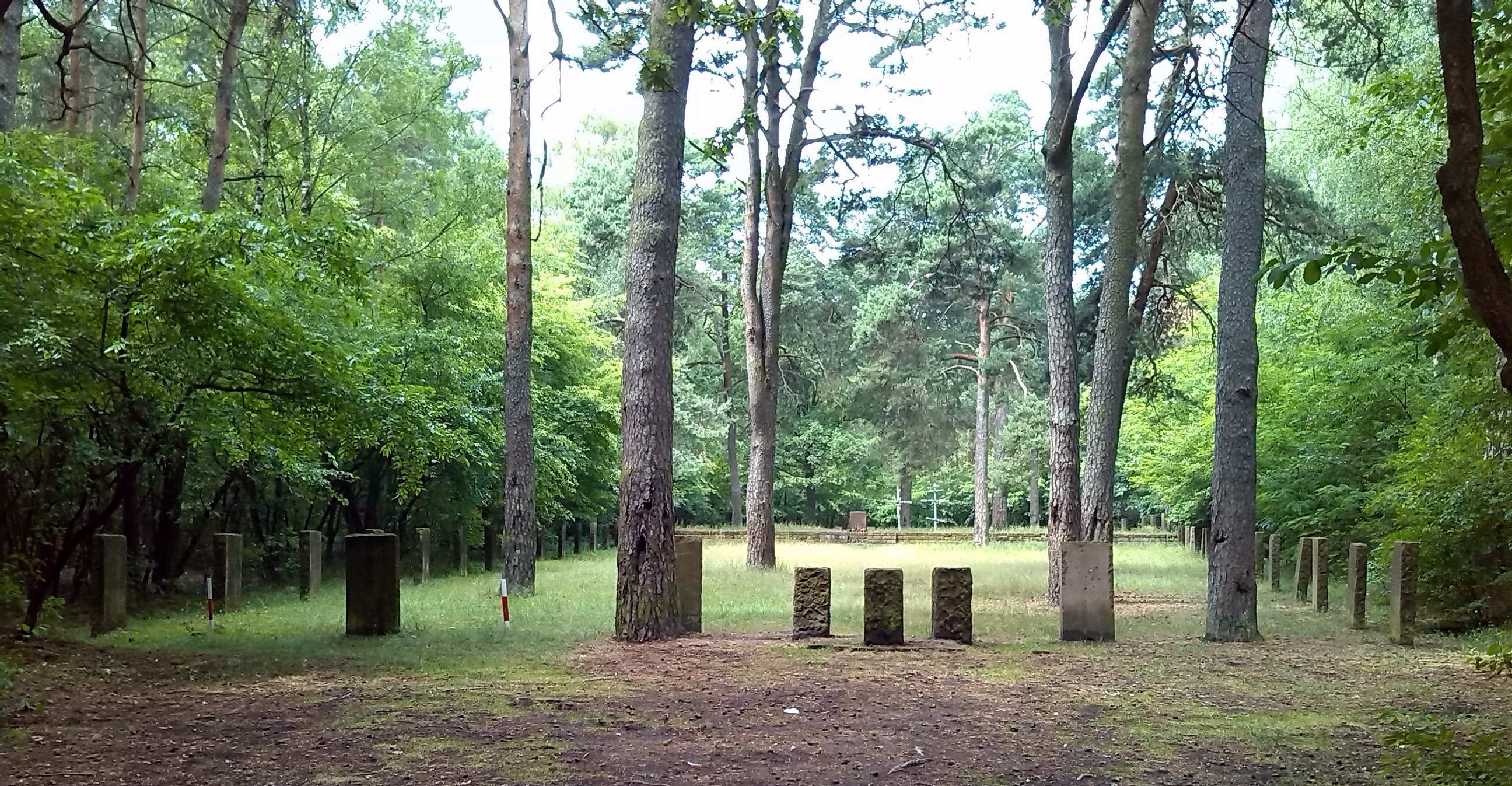
Cmentarz pierwszowojenny przy ul. Grzybowej

W Jednorożcu jest jeden obiekt wpisany do rejestru zabytków: cmentarz z okresu I wojny światowej, największa na Mazowszu nekropolia z tego okresu. W granicach administracyjnych wsi Jednorożec znajduje się kilkadziesiąt przykładów małej architektury sakralnej: krzyży przydrożnych, kapliczek i figur. Najstarszym krzyżem jest ustawiony w centrum Jednorożca krzyż z 1892, najstarsza kapliczka to XIX-wieczna kapliczka kłodowa na polach między Jednorożcem a Szlą, a najstarszą figurą jest przedstawienie św. Floriana na placu jego imienia.
Utrwalaniu dziedzictwa kulturowego i historycznego służą cykliczne wydarzenia, takie jak rocznice wydarzeń historycznych, festyny, w tym „Dzień Jednorożca” na pamiątkę nadania herbu i flagi gminie Jednorożec, odpusty parafialne (Jednorożec: 4 maja – wspomnienie św. Floriana i 15 sierpnia – Uroczystość Wniebowzięcia NMP), koncert pieśni wielkanocnych w kościele (od 2007), „Piknik z kapliczką w tle” organizowany od 2017 przez Stowarzyszenie „Przyjaciele Ziemi Jednorożeckiej” we współpracy z innymi podmiotami, plenerowa wystawa zdjęć historycznych „Jednorożec i Stegna w fotografii” przygotowana przez Stowarzyszenie „Przyjaciele Ziemi Jednorożeckiej” oraz wystawa o historii OSP Jednorożec przygotowana przez osoby z jednostki. Istnieje Jednorożeckie Archiwum Społeczne.

## Galeria

Współczesna architektura Jednorożca
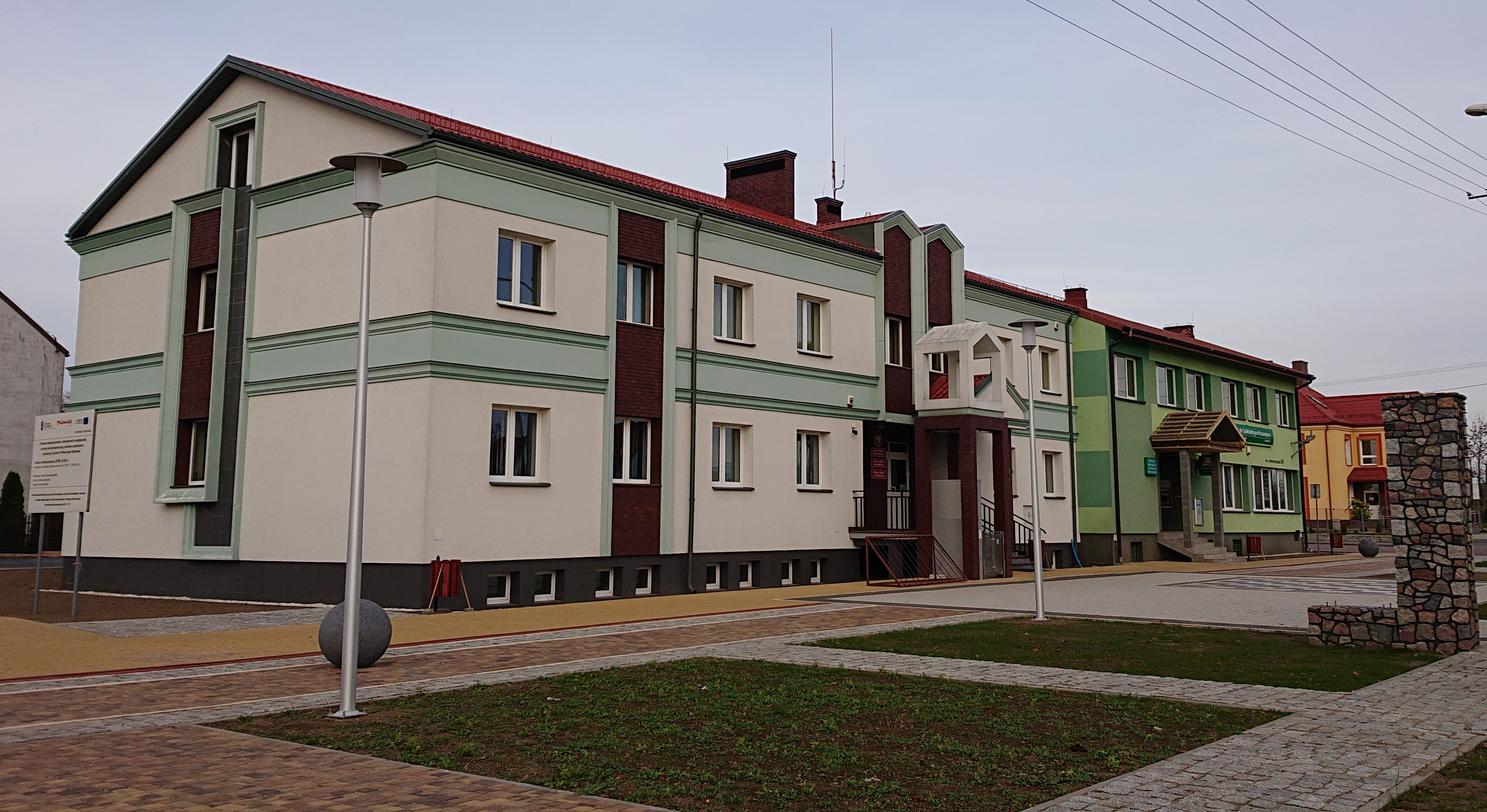
Urząd Gminy
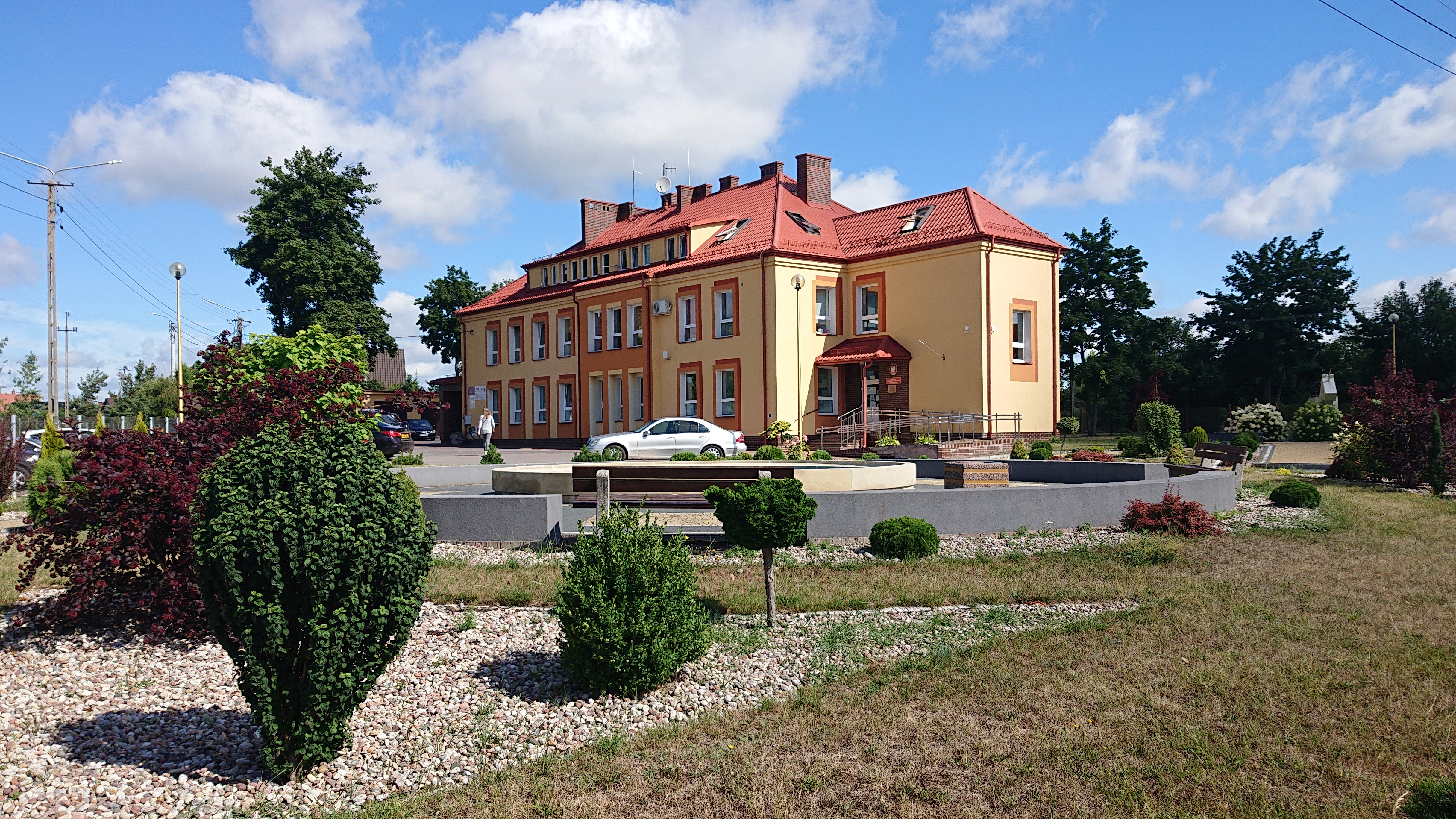
Biblioteka, przychodnia i posterunek, ul. Odrodzenia
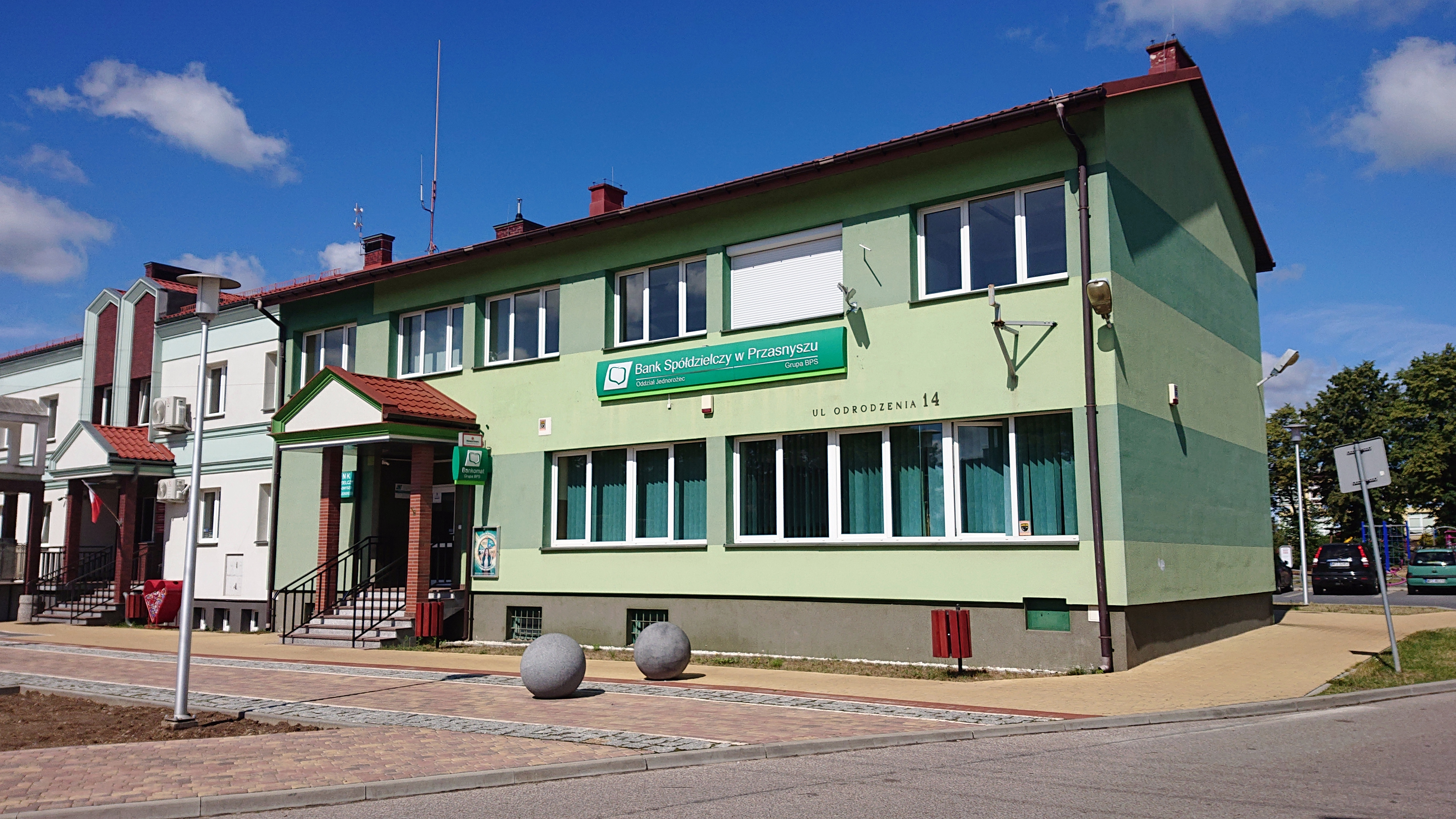
Bank Spółdzielczy, ul. Odrodzenia
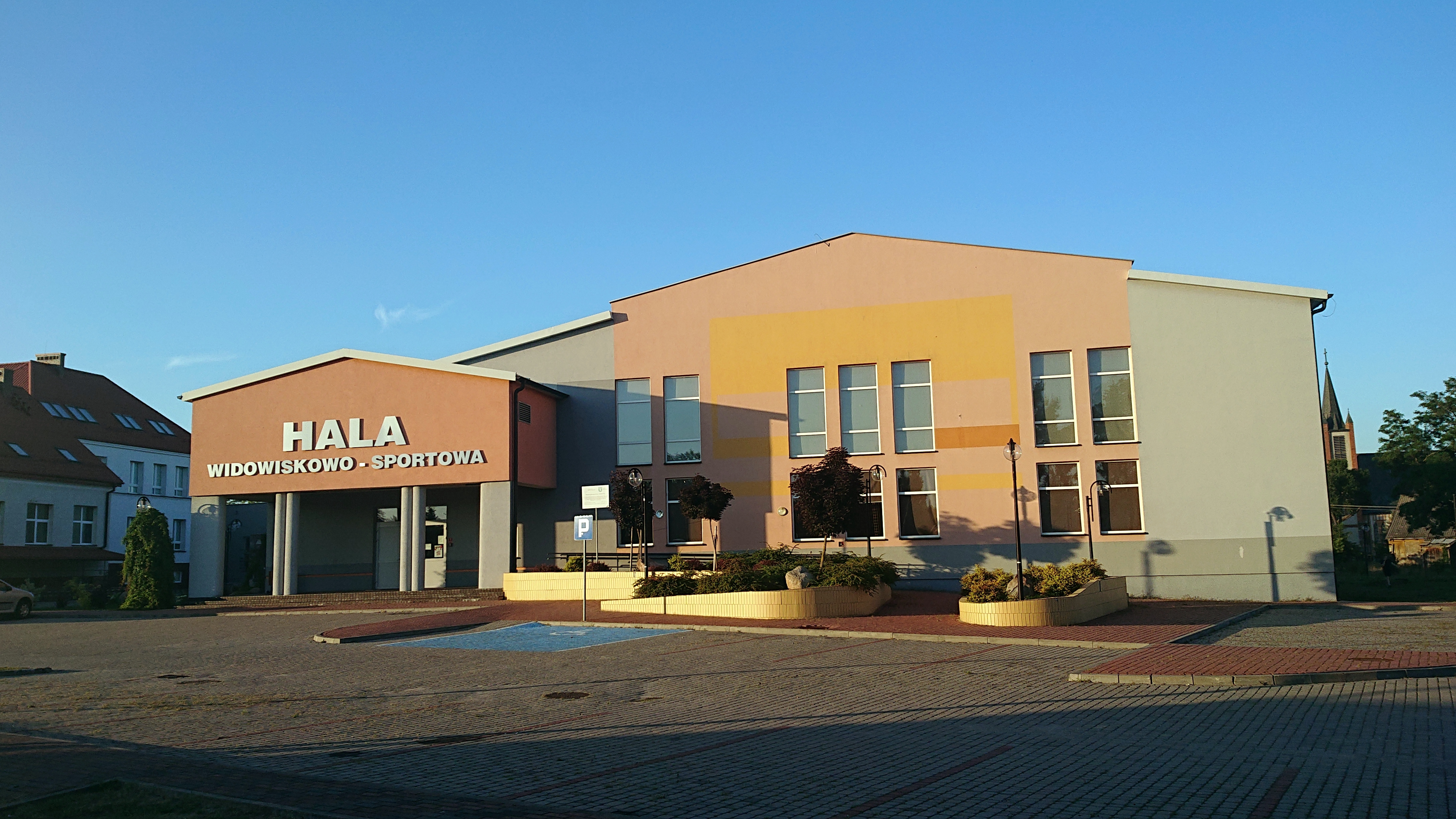
Hala sportowa
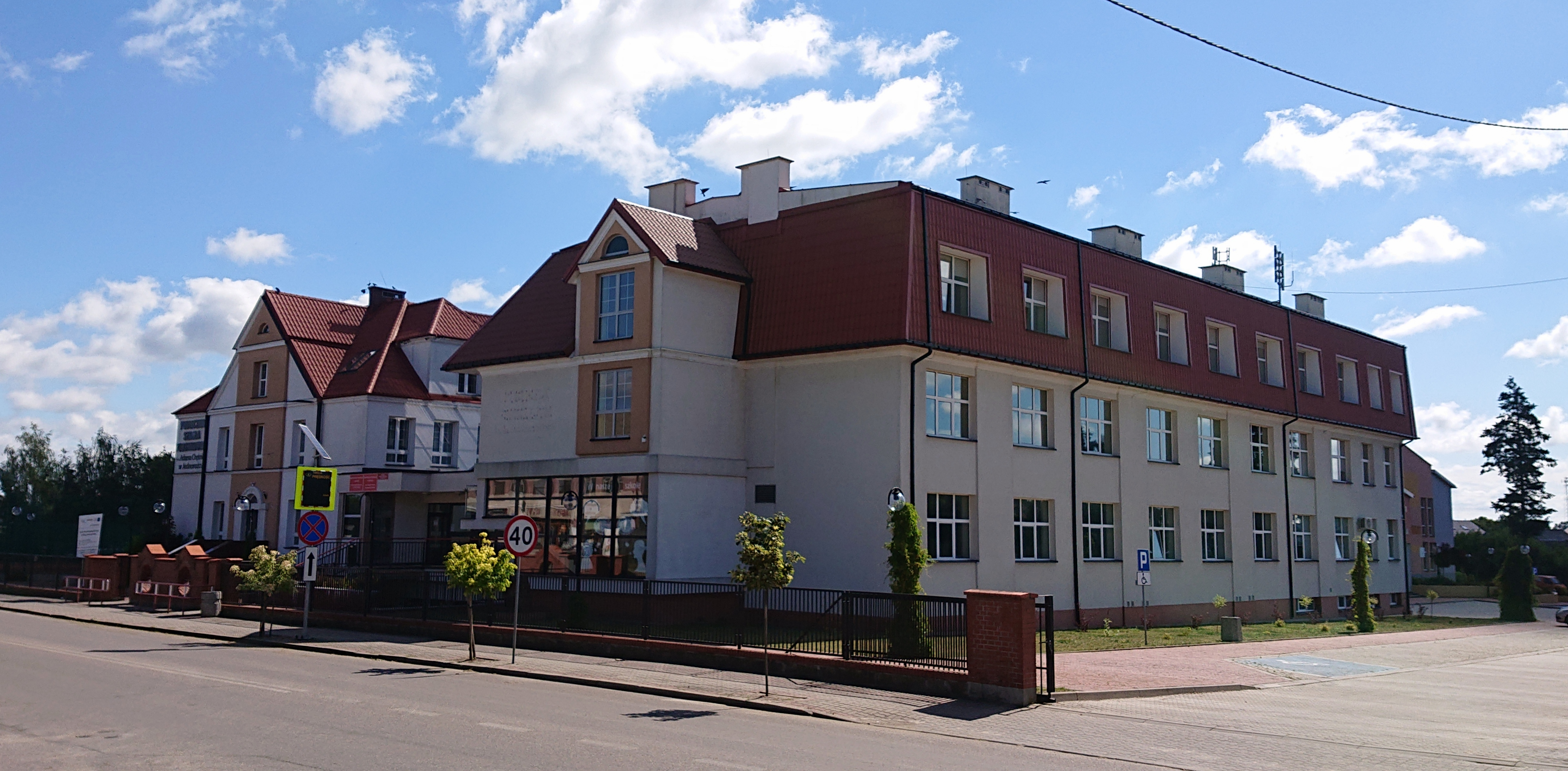
Zespół szkolny, ul. Odrodzenia
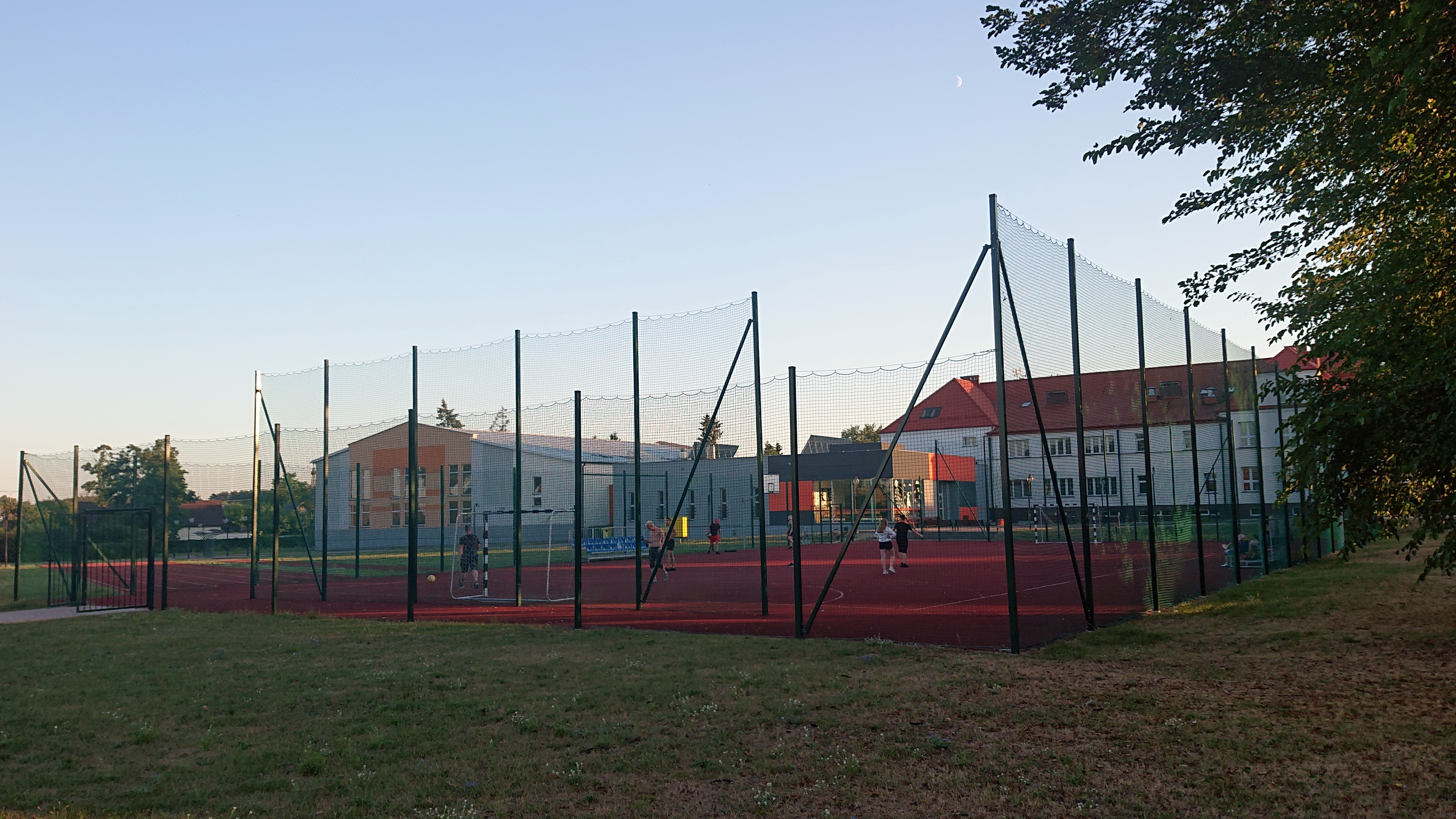
Boisko „Orlik”
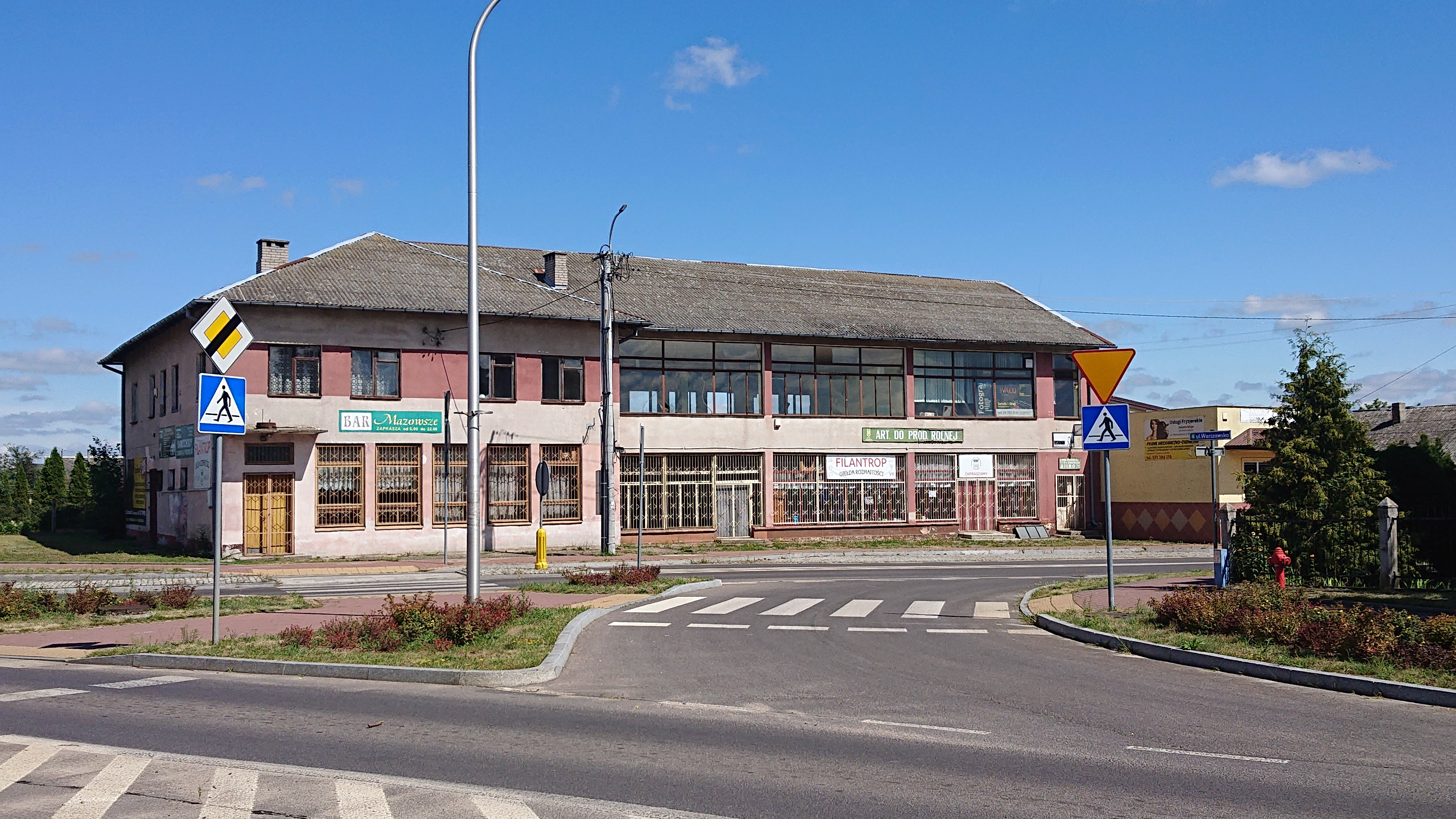
Budynek GS przy rondzie
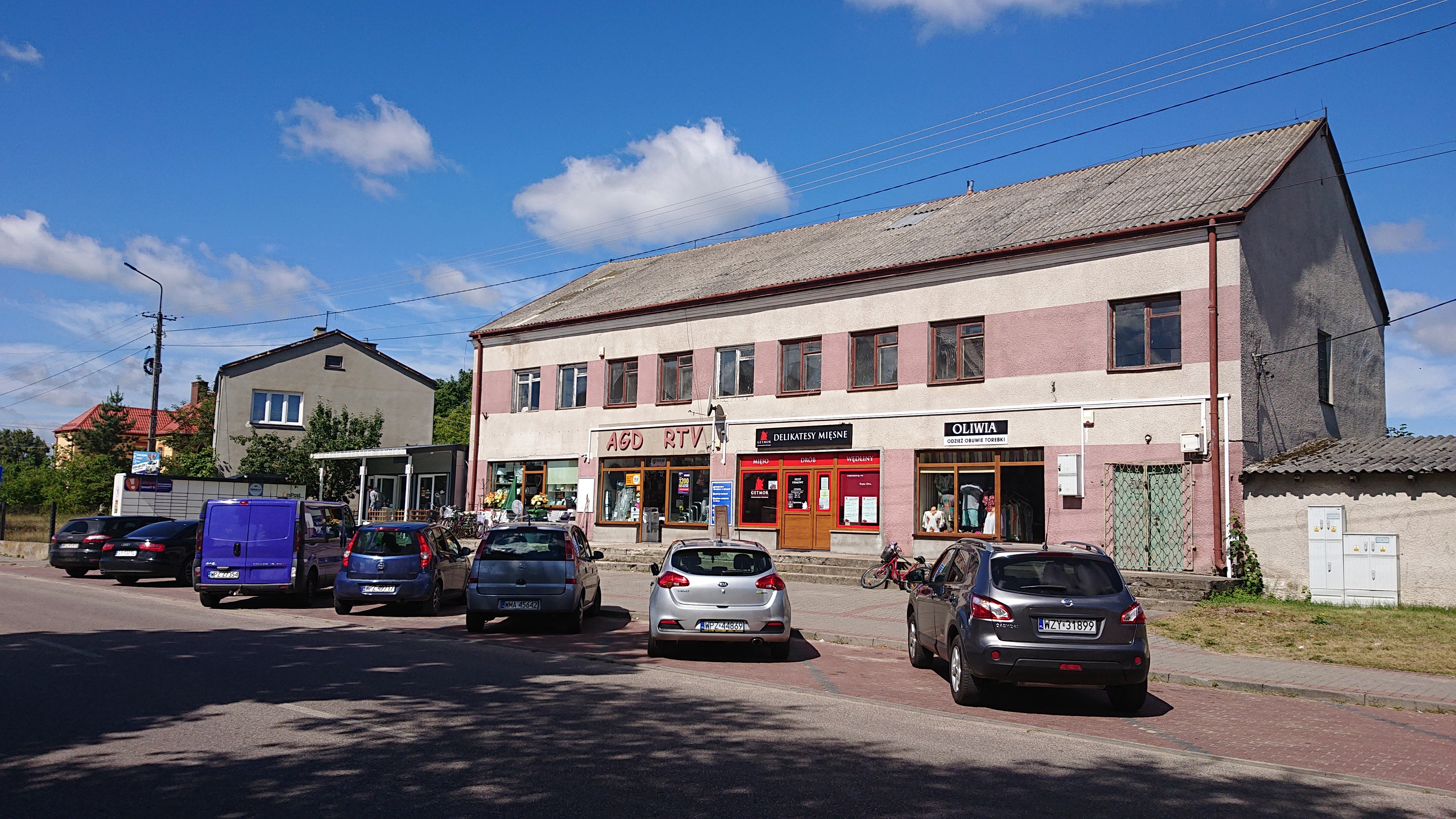
Budynek GS, ul. Odrodzenia